# Domestication
Vous lisez un « article de qualité » labellisé en 2006.

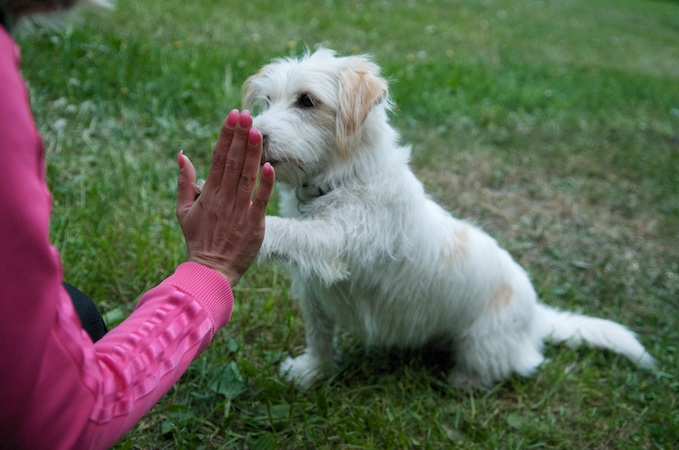
Le chien, première espèce animale domestiquée par l'homme.

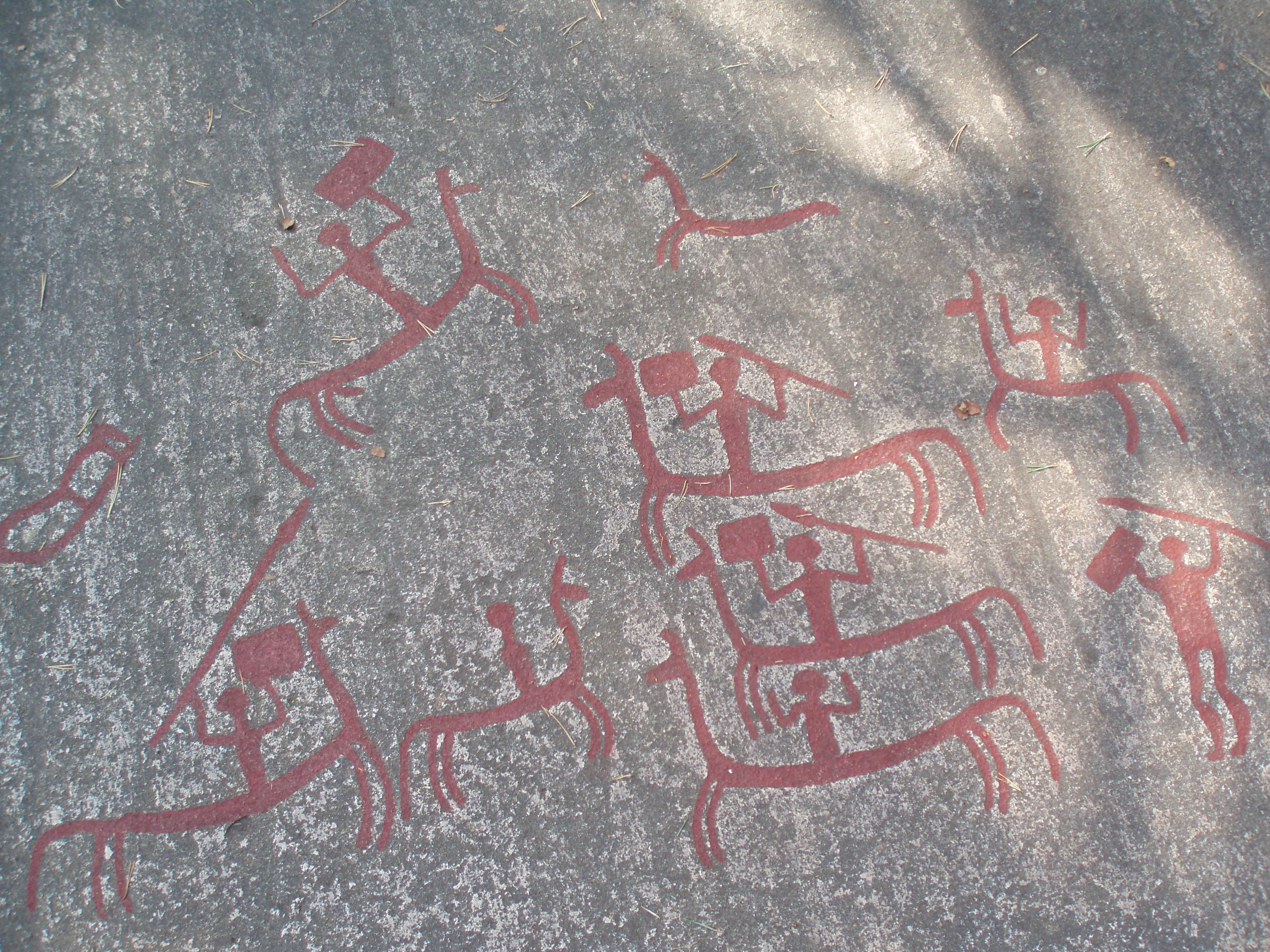
Cavaliers préhistoriques.

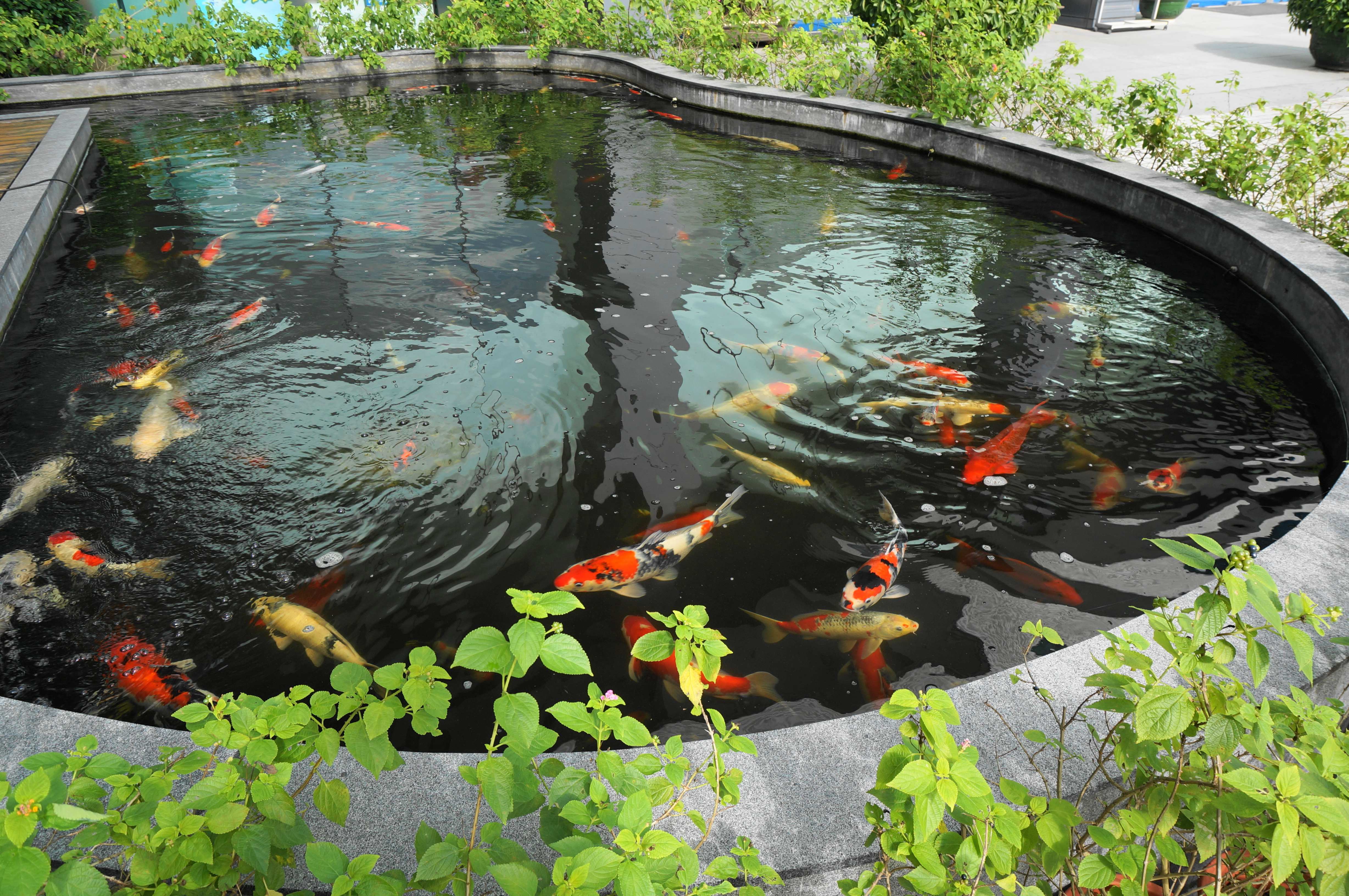
Carpes koï de bassin ; variété ornementale de la carpe commune.

La domestication d'une espèce, animale ou végétale, est l'acquisition, la perte ou le développement de caractères morphologiques, physiologiques ou comportementaux nouveaux et héréditaires, résultant d’une interaction prolongée, d'un contrôle voire d'une sélection délibérée de la part des communautés humaines. Elle se traduit par une modification plus ou moins profonde du patrimoine génétique de l'espèce, voire la formation d'une espèce génétiquement disjointe (non interféconde avec l'espèce originelle). D'un point de vue biologique l'ensemble de ces modifications compose la biodiversité domestique, soit l'ensemble des espèces et des sous-espèces (races, variétés) domestiquées par l'homme et ayant été soumises à sa sélection. 
Les modifications vont de l’isolement de populations (simple isolat de génotypes sauvages reproduits) au changement du génome et jusqu’à la création d’espèces nouvelles. On parle d'espèces domestiquées, de plantes ou d'animaux domestiqués.
La domestication est une activité humaine très ancienne, elle précède la sédentarisation et l’agriculture (domestication du chien ou du figuier par les chasseurs paléolithiques). Le terme « domestication » est utilisé par extension aux techniques et aux objets mis au service des besoins humains (domestication d'un fleuve, d'une énergie, etc.). 
La notion de besoin humain s'entend extensivement à toutes les activités humaines, utilitaires ou culturelles, et la domestication porte sur toutes les classes du vivant. Son étude relève de sciences multiples, sachant que la génétique permet depuis le XXIe siècle de mieux connaître ses étapes et ses processus.
Par extension, on parle de virus domestiqués pour d'anciens virus intégrés au génome d'un organisme, qui ont perdu leur pouvoir infectieux mais dont l'expression de certains gènes est utile à l'organisme.
On parle aussi de domestication pour des choses, telles la « domestication secondaire » ou « domestication des produits » (élevage d'animaux en vue d'usages autres que la production de viande : lait, laine, exploitation de leur énergie par la traction et le portage, bât et monte), ou la domestication de paysages, pour exprimer les modifications que les humains leur apportent pour qu'elles correspondent à leurs conceptions utilitaires, morales et philosophiques.

## Le processus de domestication

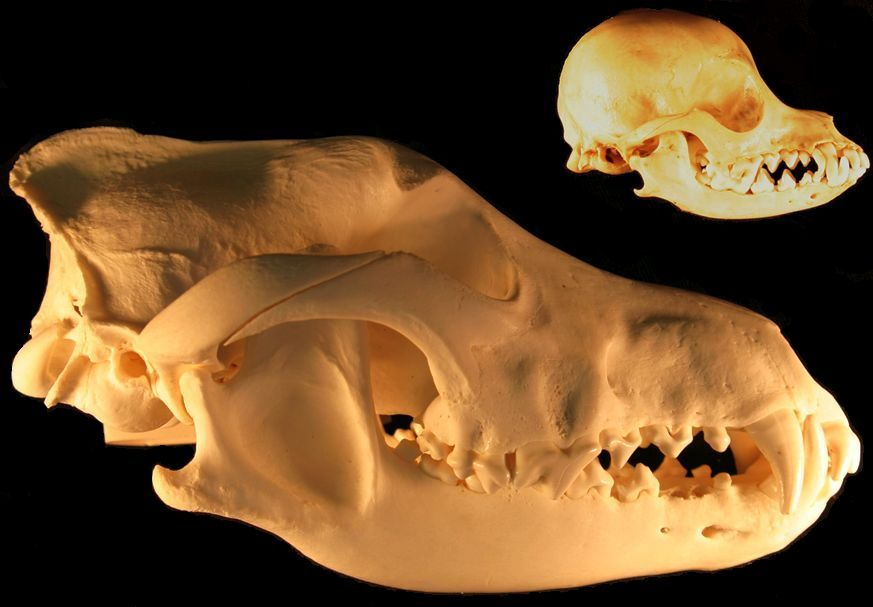
Exemple frappant d'évolution morphologique liée à une domestication de l'espèce canis lupus. Le crâne le plus gros appartient à la forme sauvage (loup gris) tandis que le crâne le plus petit appartient à un représentant de la forme domestique (chien de race Chihuahua).

### Dates et lieux de domestication
Se reporter au tableau des dates et foyers par espèce, plus bas.
Les domestications s'étalent du néolithique à nos jours, à l'exception de celle du chien, qui a précédé de plusieurs millénaires l'élevage d'autres espèces et la sédentarisation. Notre époque, à partir du XIXe siècle, est par contre riche en nouvelles espèces élevées, et on peut parler pour plusieurs d'entre elles de domestication.

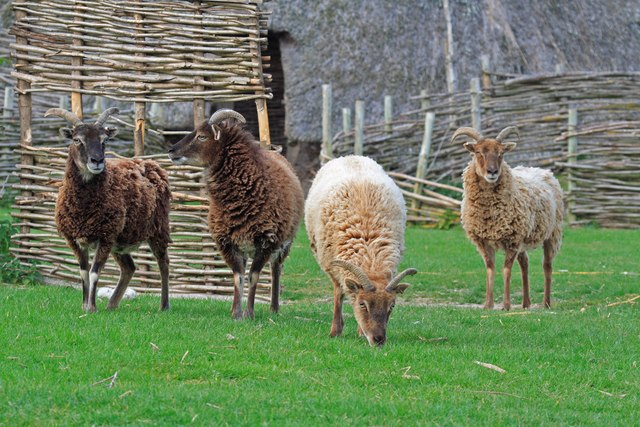
Le mouton, une des premières espèces domestiquées en tant que bétail.

Les dates et foyers des domestications anciennes ont été estimés par des méthodes essentiellement archéologiques ; il s'agit plus spécialement d'archéozoologie. Ces méthodes consistent à fouiller ou exploiter les résultats de fouilles de sites d'occupation humaine préhistorique. Les restes animaux sont datés selon les méthodes archéologiques : on détermine l'espèce à laquelle ils appartiennent, on estime également l'âge auquel ils sont morts, voire le type d'animaux (d'une forme éventuellement domestique) qu'ils représentent, et on s'appuie sur d'autres indices comme les traces observables d'abattage ou de découpe. L'enjeu est de déterminer si on est en présence d'animaux sauvages ou d'élevage, et plus globalement la nature de leurs relations avec les humains. Ainsi le squelette d'un chat retrouvé auprès d'un tombeau humain indique qu'il s'agissait probablement d'un animal de compagnie. Une certaine homogénéité d'âge des animaux dont on retrouve les restes indique qu'il s'agissait d'un élevage, où l'on abattait les animaux à l'âge optimal.
Les nouvelles techniques et en particulier l'étude du génome mitochondrial, permettent de réestimer les dates de domestication de même que l'arbre généalogique des espèces domestiques actuelles ; ces connaissances sont donc toujours en évolution. La lignée du chien en particulier se serait séparée de celle du loup il y a entre 100 000 et 150 000 ans. Il est possible que l'ancêtre du chien se soit à cette époque rapproché et associé aux groupes humains qu'il suivait, pour les restes qu'il pouvait obtenir, en ayant un rôle d'alerte voire d'auxiliaire de chasse. La date de domestication issue des sources archéologiques correspondrait alors à une relation devenue plus étroite et à un contrôle plus fort de l'homme.

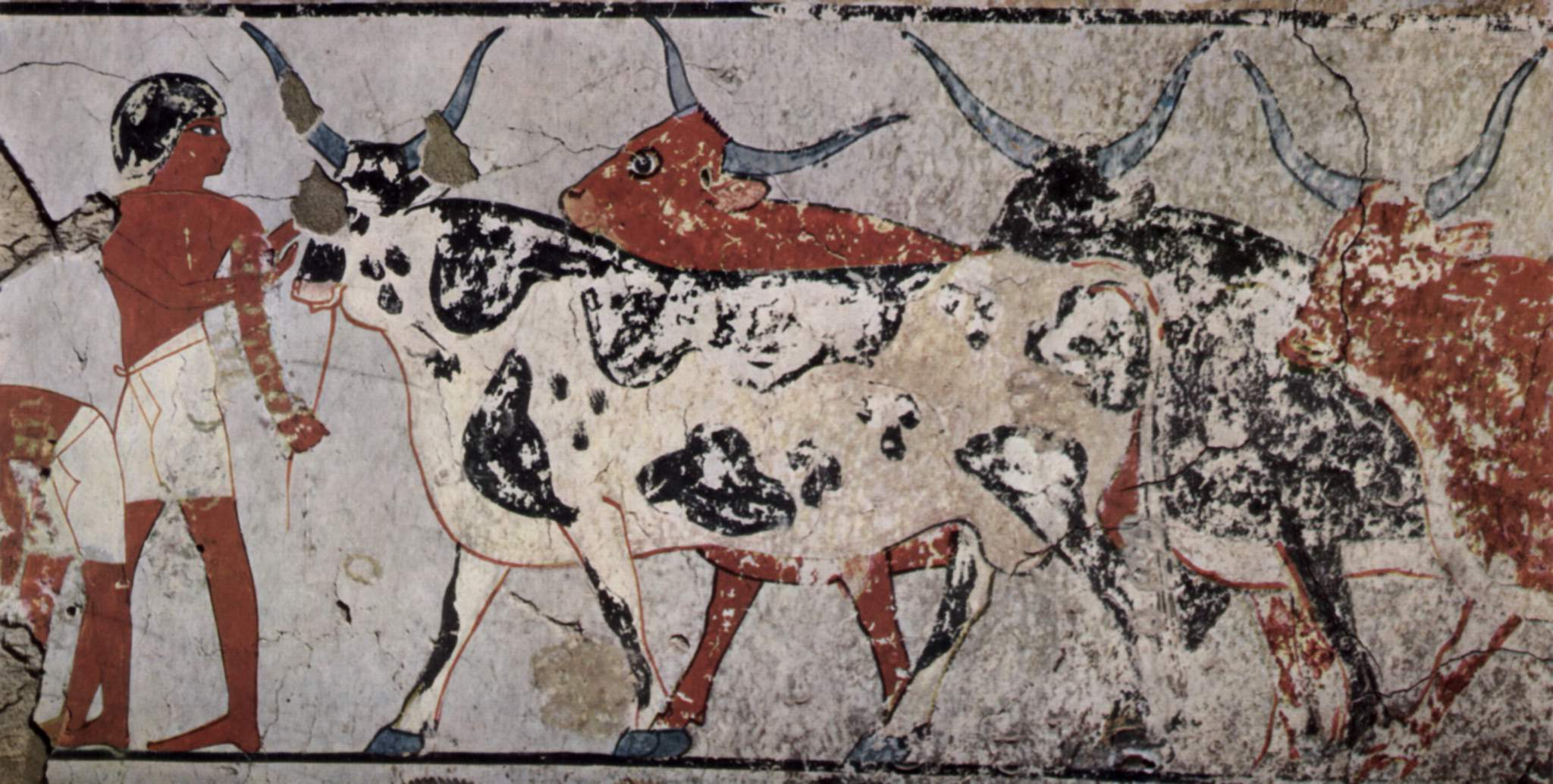
Groupe de bovins, en Égypte antique, vers 1400 av. J.-C.

Le processus de domestication et la diffusion des espèces et techniques d'élevage s'étalent sur des périodes longues et loin d'être parfaitement déterminées. On admet pour plusieurs espèces le principe de plusieurs foyers de domestication distincts. Cela n'exclut pas les croisements qui ont suivi et il semble vain de déterminer un ancêtre sauvage pour chaque race d'une espèce domestique.
Après celle du chien, le premier foyer de domestication fut le Moyen-Orient, en particulier sa partie qu'on appelle le Croissant fertile. On remarque ensuite l'Asie de l'Est, le bassin méditerranéen et l'Amérique du Sud. Certaines régions du monde n'ont connu aucune domestication d'espèces locales sinon de très récentes comme l'Australie ou l'Afrique australe.
Le nombre d'espèces domestiques disponibles s'est brusquement accru au XVIe siècle de part et d'autre de l'Atlantique, avec ce qu'on nomme l'échange colombien. Le continent américain abritait alors cinq espèces animales domestiquées, dont seul le chien était connu dans l'Ancien Monde. Les chevaux et bœufs par exemple y sont alors apparus tandis qu'un grand nombre de plantes domestiques américaines, nouvelles en Europe, en Asie et en Afrique y ont été adoptées.

### Scénarios de domestication

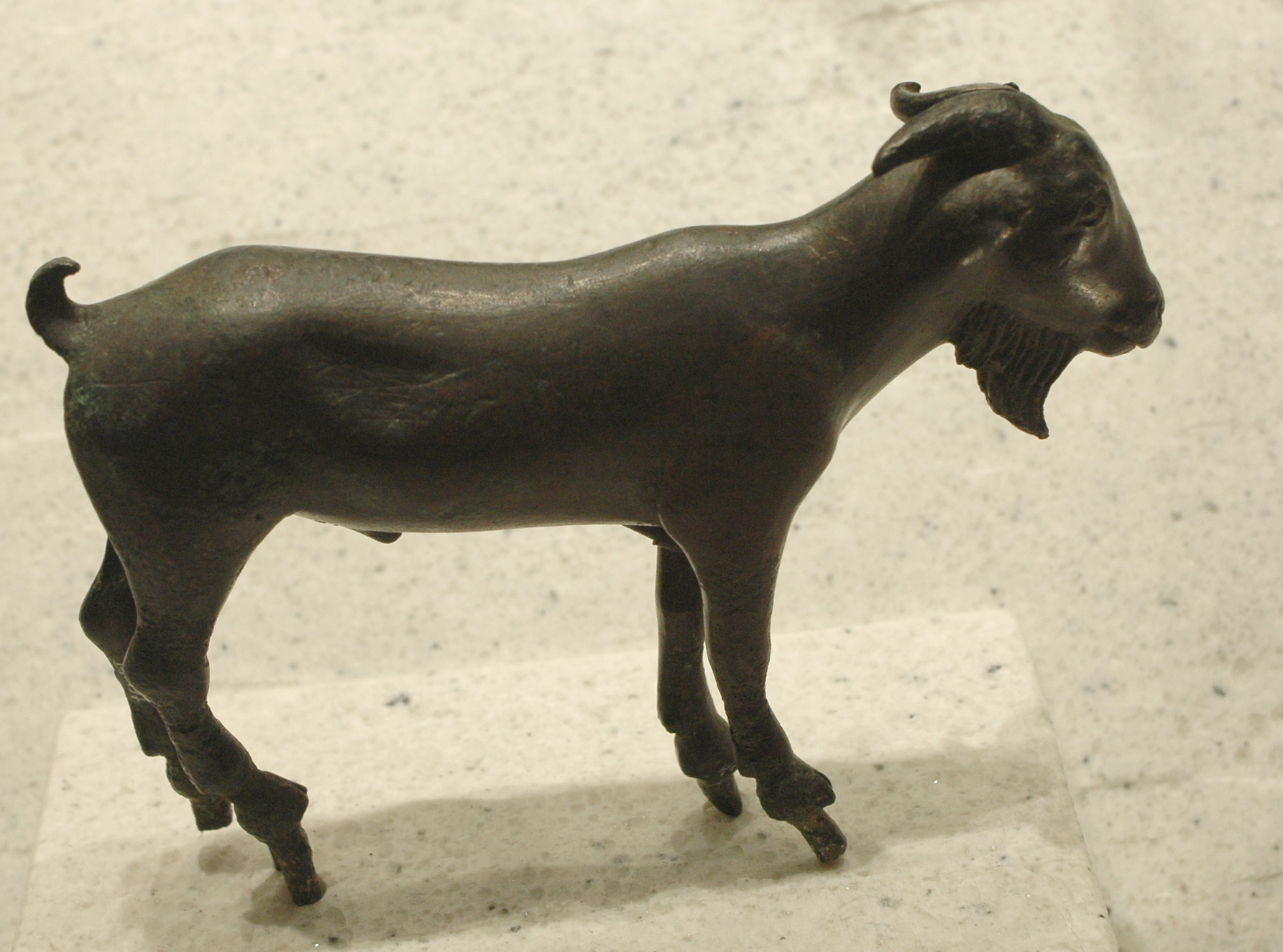
Bouc, figurine en bronze de l'Attique en Grèce, probablement fabriqué au

Plusieurs scénarios ont été proposés comme ayant mené à la domestication des espèces animales. La tradition d'adoption de bébés animaux, voire leur allaitement au sein est souvent donnée pour origine de la domestication, étant donné que le phénomène d'empreinte psychologique[pas clair] facilite la familiarisation des animaux avec les humains. Pourtant, le processus de domestication implique l'élevage de lignées d'animaux sur de nombreuses générations, ce qui n'est pas le cas si le recrutement se fait en permanence par prélèvement d'animaux sauvages. Par ailleurs cette pratique, toujours observée actuellement, est caractéristique des peuples de chasseurs-cueilleurs qui, précisément, n'ont pas d'animaux domestiques. Ces apprivoisements seraient donc intégrés à une culture basée sur la chasse et non l'élevage, et il y aurait une opposition entre sociétés « apprivoisatrices » et « domesticatrices »,. Ce schéma ne paraît donc pas pouvoir être retenu directement comme moyen de domestication. Pourtant si le facteur culturel est sans doute essentiel pour expliquer la domestication voire la non-domestication d'une espèce, le système économique et culturel d'une société n'est pas figé. La plupart des sociétés fondées sur la chasse élèvent des chiens, pour lesquels ce schéma a pu être un élément important de la domestication.
Il est possible que la domestication soit passée par une phase de mutualisme entre ces animaux et l'homme, c'est-à-dire un rapprochement et une aide dans l'intérêt mutuel. En effet, cette relation s'observe toujours chez le chien paria, et on présume qu'elle a été une étape de la domestication du porc.
Plusieurs espèces étaient les objets d'une tradition de chasse qui a évolué vers un contrôle des populations, et une gestion de population sauvage devenue raisonnée. Cette chasse a pu devenir sélective, visant par exemple les animaux les plus âgés et les mâles en surnombre, et conduire à un mode d'élevage extensif, puis intensifié. Tous ces stades sont actuellement pratiqués dans le cas du renne, dans des régions différentes. Ce processus semble avoir concerné plusieurs espèces, dont les chèvres et moutons, ainsi que les petits camélidés (lamas).
Enfin l'élevage a pu simplement commencer avec des animaux capturés puis élevés en stricte captivité. C'est le cas de la plupart des domestications récentes ou contemporaines. C'est dans cette situation que le contrôle et la sélection peuvent être les plus forts, permettant une transformation plus rapide des espèces élevées.
Le scénario de domestication d'une espèce peut avoir correspondu à l'un de ces schémas ou en avoir été une combinaison simultanée ou successive. Dans le cas du lapin, les étapes de la domestication à partir de la simple chasse ont été l'établissement de garennes fermées au Moyen Âge, qui constituaient des sortes de réserves de chasse. Dans certaines de ces garennes a été pratiquée une sélection, permise par la capture des animaux vivants grâce aux furets. Cette sélection a abouti à l'apparition des premières variétés de lapin au cours du XVIe siècle, qui se distinguaient par leur coloris et leur taille. L'élevage a ensuite été intensifié et la forte sélection a abouti à une grande variabilité des races domestiques. Le comportement du lapin d'élevage a probablement évolué conjointement, du fait d'une sélection d'animaux moins farouches, celle-ci ayant pu être aussi bien intentionnelle qu'indirecte : les animaux plus difficiles à recapturer ne pouvant pas être donnés à de nouveaux éleveurs.
Les pratiques d'élevage et de sélection qu'on peut observer sur la période historique peuvent donner une idée de celles qui ont produit la domestication. Celles-là sont très variées, ainsi que les connaissances et représentations qu'ont les éleveurs de l'hérédité et de l'influence qu'ils peuvent avoir sur une population animale. Certains d'entre eux opèrent une sélection méthodique au sein d'un cheptel, d'autres ne conçoivent pas l'influence que peut avoir le choix des reproducteurs sur leurs produits, au sein d'une espèce ou variété. Ces éleveurs peuvent croire pourtant à l'intérêt d'acquérir une nouvelle lignée ou d'opérer des croisements avec des animaux de souches différentes de la leur et participer ainsi à leur diffusion.
La sélection exercée par les éleveurs est d'ailleurs loin d'avoir constamment la même direction, une pratique relevée pour plusieurs espèces et à différentes époques consistant par exemple à sacrifier les animaux ayant eu la croissance la plus forte ou la plus rapide afin de laisser les autres finir leur croissance. Cette pratique qui a vraisemblablement un effet de contre-sélection a d'ailleurs été dénoncée comme telle par des observateurs pour les moutons par exemple, ou en pisciculture d'étang où la pratique du « fond de pêche » consiste à repeupler un étang après sa pêche par vidange en y relâchant les poissons les plus petits. Ainsi, quoique la carpe ait eu une longue tradition d'élevage en France, les performances d'élevage de ce poisson étaient médiocres. Des lignées à croissance nettement plus rapide y ont été réintroduites à partir d'Europe centrale à la fin du XIXe siècle, où un élevage sélectif était pratiqué. Parmi la diversité des pratiques, on relève aussi celle consistant à faire saillir une femelle par des congénères sauvages pour les qualités réelles ou supposées que cela procure aux produits de tels croisements (chien/loup ; porc/sanglier en Europe). Quoique ceci semble aller à l'encontre du processus de domestication, ces hybridations ont pu contribuer à conjuguer les caractères domestiques, en particulier comportementaux d'une espèce avec ceux d'une sous-espèce locale sauvage bien adaptée à son milieu. Cela a probablement été le cas des races de chiens nordiques.
La domestication d'une espèce est le fruit d'une histoire multiple qu'il est difficile de reconstituer. Ses facteurs importants sont les prédispositions de cette espèce, les pratiques des éleveurs ou proto-éleveurs sur de longues périodes qui opèrent une sélection consciente ou non et les échanges d'animaux qui permettent aux lignées les plus domestiquées de se diffuser.

### Point de vue biologique

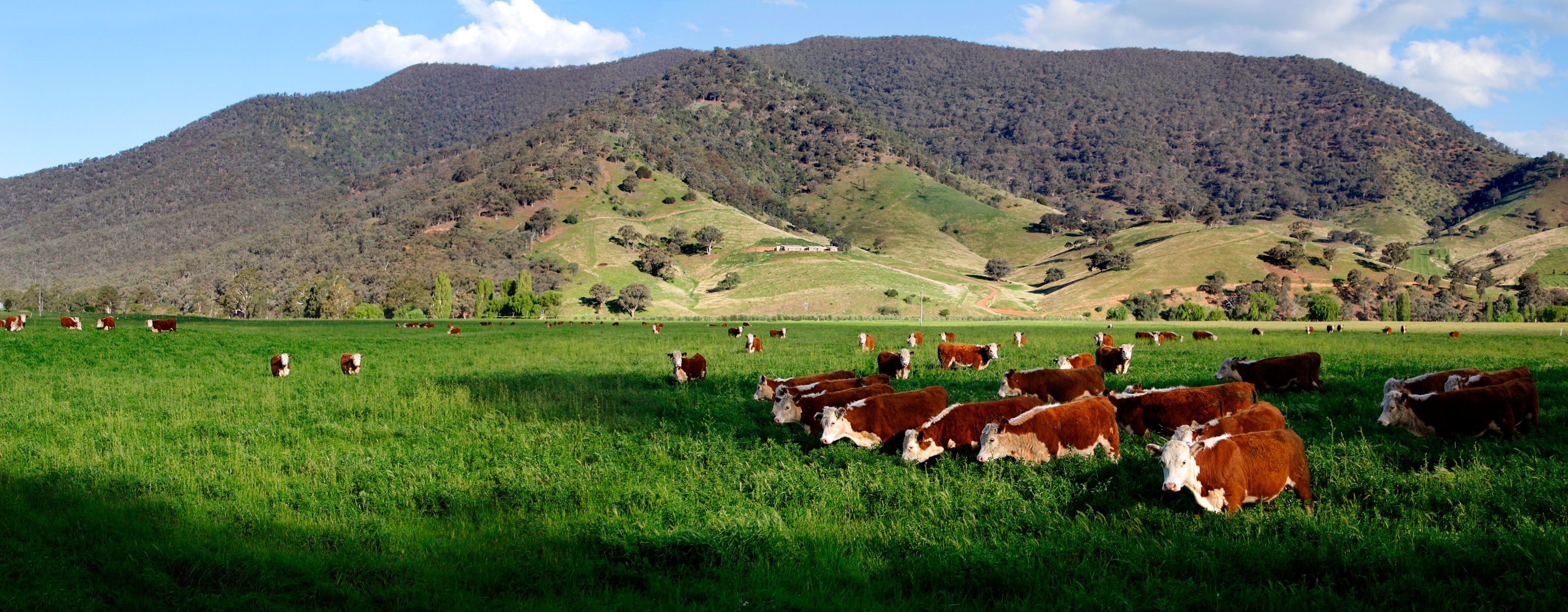
Cheptel d'Hereford, race sélectionnée pour la production de viande.

Le processus de domestication commence lorsqu'un nombre restreint d'animaux est isolé de l'espèce sauvage. Cette population peut alors connaître un phénomène de microévolution, en s'adaptant aux conditions d'élevage et du fait de la sélection humaine. Cette évolution est marquée par l'apparition de traits domestiques, c'est-à-dire des nouveaux caractères interprétés comme des mutations génétiques conservées voire sélectionnées alors que les allèles qui les portent seraient restés rares ou auraient été éliminées par sélection naturelle à l'état sauvage. Ce sont des caractères morphologiques comme la taille plus grande ou plus petite que celle de l'espèce sauvage, des coloris nouveaux, le poil long, frisé ou encore la queue enroulée ; ce sont aussi des caractères physiologiques comme l'augmentation de la prolificité, et la précocité de la croissance. On note aussi la perte de caractères physiques comme les cornes pour une partie des races de mouton ou d'aptitudes comme une diminution de la mobilité ; de la vitesse de course ou de l'aptitude au vol, ainsi que la perte d'aptitudes comportementales. Ceci fonde une interprétation de la domestication comme altération du génotype, ce qui est indiscutable dans le cas de l'albinisme. De même et plus tôt, Buffon a décrit la domestication en termes de dégénérescence. La variabilité morphologique est importante chez certaines espèces et beaucoup moins chez d'autres comme le chameau de Bactriane. On interprète également les transformations de la domestication avec la notion de néoténie, selon laquelle des caractères morphologiques comme les oreilles pendantes ou comportementaux comme l'attachement, à l'origine propres aux stades juvéniles, se prolongent à l'état adulte.
Si les premières espèces domestiquées sont élevées depuis quelques millénaires, ce temps est-il pour autant indispensable à cette évolution ? Des expériences spécifiques ainsi que les domestications contemporaines montrent qu'avec une forte sélection, les transformations caractéristiques de la domestication peuvent apparaître relativement rapidement, dans l'intervalle d'une dizaine à quelques dizaines de générations.
Du point de vue écologique, certaines espèces sont élevées à l'état domestique dans un milieu identique ou proche de celui de leurs ancêtres sauvages comme le chameau ou le renne. À l'inverse, on remarque que le nombre relativement faible d'espèces domestiques est compensé par leur distribution souvent très large, dans des milieux et sous des climats variés et très différents de ceux d'où l'espèce est originaire. La poule, originaire de régions tropicales est élevée jusqu'au cercle polaire arctique, et le porc, originaire de régions tempérées, est élevé jusqu'en climat équatorial plutôt que d'autres espèces de suidés, originaires de ces climats mais non domestiquées. Le régime alimentaire des espèces domestiques peut varier très fortement du fait de l'accès aux ressources naturelles d'un nouveau milieu, et bien sûr avec l'alimentation artificielle parmi laquelle les céréales cultivées sont primordiales, y compris pour le chien. Il est difficile de déterminer à quel point ces changements de climat et de régime alimentaire se sont accompagnés d'une adaptation physiologique héréditaire vers une éventuelle tolérance des animaux domestiques à ces variations. Certains auteurs ont estimé dans le sens inverse que les espèces domestiques avaient été choisies parmi celles qui sont les moins spécialisées du point de vue alimentaire et écologique (espèces dites Euryèces). Les déplacements et introductions par l'être humain d'espèces domestiques dans des espaces où elles étaient absentes a eu des conséquences importantes sur les équilibres écologiques dès le néolithique, puisqu'ils pouvaient constituer des invasions biologiques et entraîner la disparition d'espèces locales.

## Les grandes étapes de la domestication du Paléolithique inférieur au Néolithique
Au Paléolithique inférieur, il y a deux millions d'années, des restes de loup gris, l’ancêtre du chien, ont été retrouvés en association avec des restes d'hominidés. On peut donc en déduire que les loups se sont associés aux humains pour chasser des grandes proies. Cette association a fait évoluer le loup en chien et a conduit à la domestication actuelle du chien. Elle a eu lieu dans plusieurs endroits du globe.
Au Paléolithique moyen, il y a 125 000 ans, des crânes de loup associés aux restes humains ont été retrouvés dans la Grotte du Lazaret à Nice en France.
Au Paléolithique supérieur, il y a 15 000 ans, des premières traces de chiens ont été découvertes sur des sites magdaléniens comme dans l'abri du Morin en Gironde.
Au Mésolithique, sur certains sites du Moyen-Orient il y a 8 500 ans, des restes archéozoologiques témoignent de la domestication : les aurochs sont devenus des bœufs, les mouflons sont devenus des moutons, et les chèvres sauvages sont devenues des chèvres domestiques.
Au Néolithique, 8 000 ans en arrière, on a trouvé une tombe qui renfermait les restes d'un homme et d'un chaton. On en a déduit que l'homme a domestiqué le chat pour chasser les souris qui profitaient des stocks de blé à cette époque,.

### Point de vue comportemental

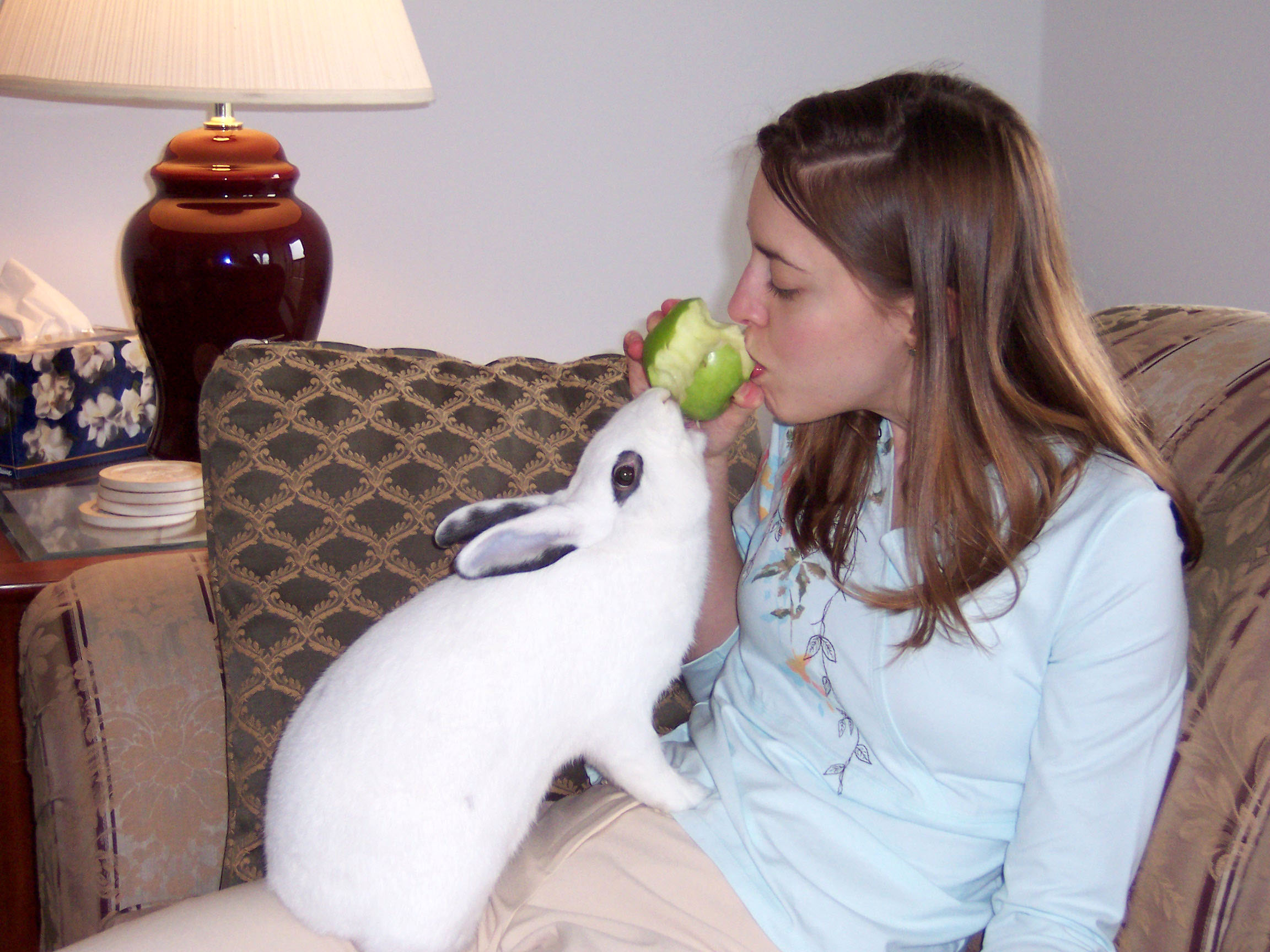
Un lapin domestique et sa maîtresse.

La domestication est non seulement une modification des caractères physiques d'une espèce, mais aussi de son comportement. Cette évolution consiste en premier lieu en un caractère moins farouche, à une tolérance voire une familiarité plus facile à l'égard des humains et à l'atténuation des comportements potentiellement dangereux à leur égard. C'est aussi une adaptation aux conditions d'élevages, donc aux groupes importants et à la promiscuité, qui peuvent être mal tolérés par les congénères sauvages.
L'éthologue Konrad Lorenz a décrit notamment la domestication comme un appauvrissement des comportements sociaux spécialisés, au profit de l'hypertrophie des besoins de base comme la reproduction et l'alimentation. Le comportement social en général paraît en effet plus riche chez les animaux sauvages que chez leurs congénères de races domestiquées.
Dans le cas du chien, l'évolution comportementale semble beaucoup plus radicale et ne peut en aucun cas être réduite à la perte du caractère farouche ou sauvage. La capacité des chiots à interpréter les signes de communication humains parait ainsi supérieure à celle des loups et des primates. L'attachement qu'un chien porte à son maître et la propension à lui obéir, bien que pouvant être l'objet d'une éducation ou dressage sont des caractères innés issus de la domestication.
L'éthologie est aussi évoquée concernant la domestication pour discuter des caractères comportementaux qui permettent ou ont permis à une espèce d'être domestiquée. Le principal d'entre eux serait le caractère social d'une espèce. Le fait qu'elle vive en groupe hiérarchisé (dans l'exemple du chien) aurait permis à l'éleveur d'exercer un contrôle sur ces animaux en prenant la position de l’élément dominant du groupe. La territorialité a pu être déterminante pour certaines espèces (dans l'exemple du chat) : le fait que certains individus d'espèces différentes se côtoient de manière répétée dans le temps a favorisé l'apprivoisement qui a pu déboucher sur la domestication. La communication interspécifique est une branche de l'éthologie qui en est à ses balbutiements. Le sujet est aussi vaste que le nombre d'espèces. Les cas de relation particulière interspécifique commencent à être documentés (lionne solitaire adoptant un bébé oryx, étalon solitaire cohabitant avec un chevreuil, etc.), tendant à montrer que la domestication n'est peut-être qu'un cas particulièrement développé par la culture humaine de processus éthologiques exceptionnels existants.

### Point de vuezootechnique
Actuellement, les objectifs intentionnels de la domestication (dans le cas de nouvelles espèces) ou de l'amélioration des races domestiques concernent essentiellement la production (rarement le travail produit par les animaux). Ce sont l'adaptation aux conditions d'élevage, la prolificité, la vitesse de croissance, et souvent la qualité de la chair ou celle d'autres produits comme le lait ou la laine.
Les premiers registres découverts qui établissent des listes de lignées, montrant ainsi une formalisation de la sélection des animaux datent du XVIe siècle av. J.-C. en langue Hittite. La sélection moderne des espèces d'élevage fait appel à des outils notamment statistiques appliqués aux notions génétiques. Elle demande une évaluation aussi objective que possible des sujets et une organisation rigoureuse des programmes d'élevages, pour obtenir une amélioration des performances des lignées en fonction d'objectifs déterminés. Ces sélections sont souvent mises en œuvre par des organismes spécialisés.

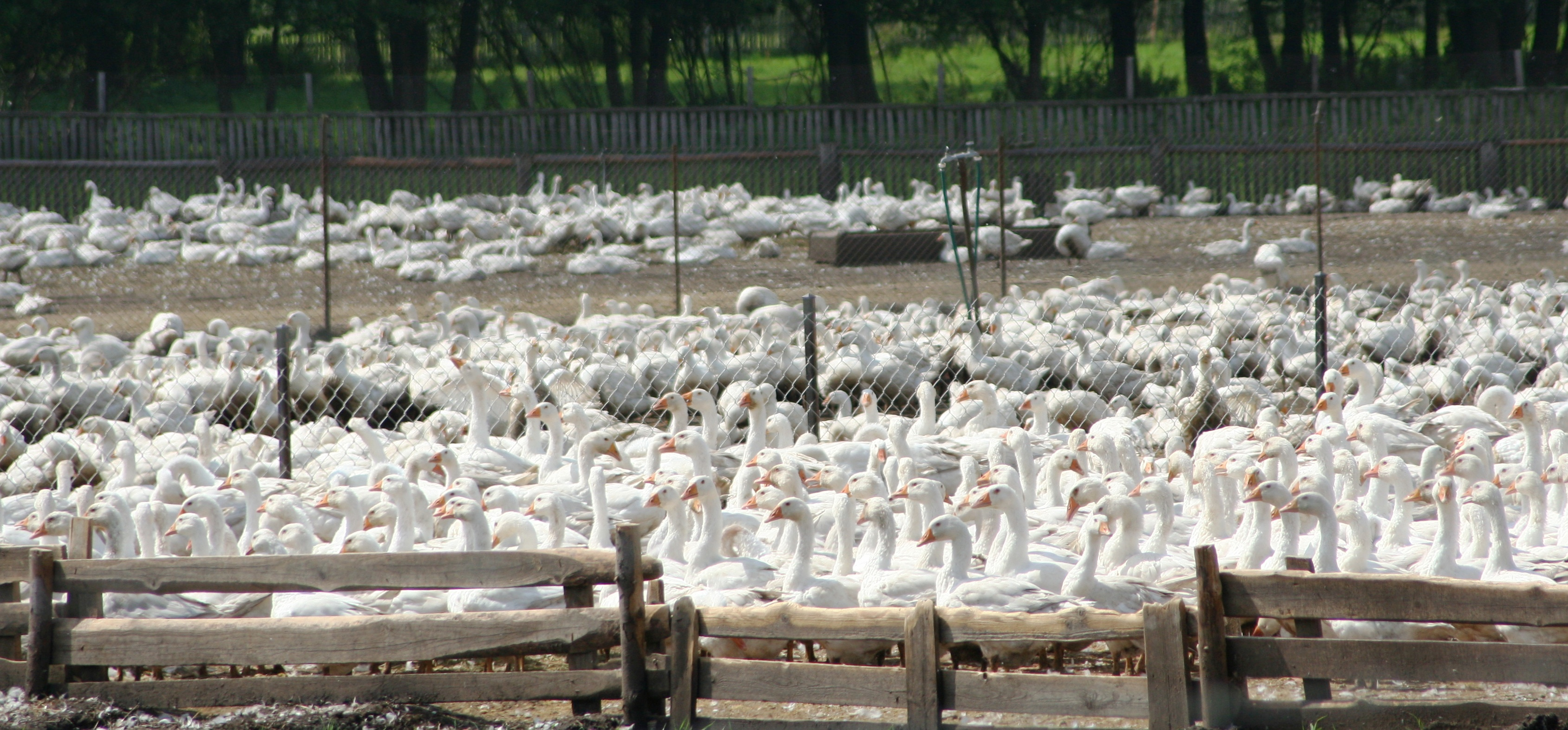
Élevage d'oies en Pologne.

La sélection sur des critères étroits de performance est critiquée pour les inconvénients qu'elle amène en termes de fragilité des sujets par exemple, et pour la menace qu'elle fait subir à la biodiversité des races domestiques, en leur substituant un nombre réduit de lignées. Elle tend en réponse à intégrer des critères plus larges de sélection, comme la facilité de mise-bas en plus de la performance laitière ou de croissance pour les bovins par exemple. Cette sélection peut tenter également de répondre à des besoins très précis, comme dans le cas du porc une réduction des éléments les plus polluants des déjections des animaux, qui posent problème en situation d'élevage intensif. D'autre-part, les variétés peu sélectionnées ou dites rustiques sont reconnues non seulement en tant que ressources génétiques potentielles, mais aussi pour leur adaptation à certains modes ou systèmes d'élevage de type extensif. Le CNRS estimait en 2005 que 50 % des races d'oiseaux domestiqués sont en voie de disparition. La sélection des animaux paraît donc liée à des objectifs et un type d'élevage précis. En outre, la prise en charge de la sélection par des organismes spécialisés peut réduire l'autonomie des producteurs et les rendre dépendants des orientations de ces organismes, notamment en types de productions.
Malgré ces limites, la sélection contemporaine montre une assez grande efficacité. Le « progrès génétique » obtenu peut être très sensible à l'échelle de quelques années, montrant que la transformation des espèces domestiques est loin d'être arrêtée. Les efforts portent également sur des nouvelles espèces d'élevage, en particulier parmi les poissons.

### Point de vue culturel
La domestication est aussi un phénomène culturel en ce qu'elle a impliqué lors des premiers élevages un bouleversement des rapports de l'homme avec la nature et avec les espèces concernées.
Les systèmes culturels humains et leur évolution semblent être en premier lieu le facteur qui a déterminé la domestication (ou la non-domestication) des espèces.

## Variétés animales domestiquées
La liste des espèces domestiques est modulable selon les critères adoptés. On limite en général celle des espèces domestiques les plus répandues et les plus anciennes à une trentaine. Cette liste est complétée par d'autres animaux dont l'élevage est ancien, par les nouvelles espèces domestiques puisque l'ancienneté de l'élevage de plusieurs espèces n'empêche pas que la domestication soit un phénomène contemporain, et par d'autres espèces en fonction de leur lien plus ou moins étroit avec l'homme.
Une partie des espèces dont il existe des variétés domestiquées ont vu leur forme sauvage disparaître à l'époque préhistorique comme pour le dromadaire ou tardivement pour l'auroch. Il existe pourtant des populations sauvages de ces deux espèces ainsi que du cheval par exemple, mais celles-là sont issues exclusivement de marronnage. Le lien de parenté entre une espèce domestique et l'espèce sauvage dont elle est issue est longtemps resté insoupçonné. Sa découverte, qui allait avec celle de la variabilité, au moins morphologique d'une espèce, a contribué à l'établissement des théories de l'évolution. Pour des espèces comme le cochon d'inde ou le mouton, l'espèce sauvage dont elles sont issues n'est toujours pas connue avec certitude, parmi plusieurs espèces proches.

### Liste restreinte
Plusieurs animaux domestiques ont longtemps été considérés et classifiés comme des espèces distinctes de celles dont elles sont issues, lorsque celles-ci existent toujours à l'état sauvage. Actuellement et dans ce cas, la classification d'une variété domestiquée comme une sous-espèce de l'espèce dont elle est issue tend à s'imposer. Ainsi le nom scientifique du porc a été changé de Sus domesticus à Sus scrofa domesticus, ce qui le désigne comme une sous-espèce du sanglier.
| Espèce                         | Date | Foyer de domestication       | Races |
| ------------------------------ | --- | ---------------------------- | ----- |
| Chien                          | Divergence génétique chien/loup gris il y a environ 100 000 ans. Plus anciens restes confirmés par ADN vieux de 33 000 ans . D'autres sources parlent de 15 000 ans. | Eurasie                      | Liste |
| Chèvre                         | 10 000 av. J.-C. | Iran                         | Liste |
| Mouton                         | 8 500 à 6 500 av. J.-C. | Moyen-Orient                 | Liste |
| Bœuf et Zébu                   | 8 000 av. J.-C. | Moyen-Orient et Inde         | Liste |
| Porc                           | 7 000 av. J.-C. | Chine, Europe                | Liste |
| Chat                           | 7 000 av. J.-C. | Bassin méditerranéen         | Liste |
| Poule (Gallus gallus)          | 6 000 av. J.-C. | Asie du Sud-Est              | Liste |
| Âne commun                     | 5 000 av. J.-C., | Afrique du Nord              | Liste |
| Cheval                         | 4 500 av. J.-C. | Kazakhstan                   | Liste |
| Buffle                         | 4 000 av. J.-C. | Chine                        |       |
| Lama                           | 3 500 av. J.-C. | Pérou                        |       |
| Ver à soie                     | 3 000 av. J.-C. | Chine                        |       |
| Pigeon domestique              | 3 000 av. J.-C. | Égypte, Bassin méditerranéen | Liste |
| Chameau de Bactriane           | 3 000 av. J.-C. | Asie centrale                |       |
| Dromadaire                     | 2 500 av. J.-C. | Arabie                       |       |
| Gayal                          | NC | Asie du Sud-Est              |       |
| Banteng                        | NC | Asie du Sud-Est, île de Java |       |
| Yack                           | 2 500 av. J.-C. | Tibet                        |       |
| Oie cendrée (Anser anser)      | 1 500 av. J.-C. | Europe                       |       |
| Oie de Chine (Anser cygnoides) | 1 500 av. J.-C. | Chine                        |       |
| Alpaga                         | 1 500 av. J.-C. | Pérou                        |       |
| Canard (Anas platyrhynchos)    | 1 000 av. J.-C. | Chine                        | Liste |
| Canard de Barbarie             | NC | Amérique du Sud              |       |
| Renne                          | 1 000 av. J.-C. | Sibérie                      |       |
| Pintade                        | NC | Afrique                      |       |
| Carpe commune                  | NC | Asie de l'Est                |       |
| Cobaye                         | 500 av. J.-C. | Pérou                        |       |
| Furet                          | 500 av. J.-C. | Europe                       |       |
| Dinde                          | 500 av. J.-C. | Mexique                      | Liste |
| Poisson rouge                  | Après 1 000 | Chine                        |       |
| Lapin                          | 1 600 | Europe                       | Liste |

Dans cette liste, les cas du furet et du ver à soie ne font pas consensus : du point de vue légal pour le furet (classé dans certains pays dont la Suisse ou la Californie comme animal sauvage) et en tant qu'insecte qui ne serait pas concerné par la notion d'animal domestique pour le second. Ces deux espèces sont à d'autres points de vue parmi celles dont la domestication est la plus poussée. La carpe et le poisson rouge ne sont pas non plus toujours cités au sein d'une liste restrictive d'espèces domestiques.
Certaines espèces considérées comme distinctes et qui ont été domestiquées séparément sont néanmoins interfécondes. Elles partagent alors le genre. Ce sont par exemple le genre Bos qui réunit bœuf, zébu, yak, gayal et banteng, le genre Camelus : chameau de Bactriane et dromadaire, le genre Lama : lama et alpaga ou le genre Anser (les oies).
Certaines variétés domestiques peuvent alors être issues de l'hybridation de plusieurs espèces : le sanglier des Célèbes (Sus celebensis) a été domestiqué séparément de l'espèce Sus scrofa et ne subsiste probablement à l'état domestique qu'au sein de variétés issues de l'hybridation de ces deux espèces.
Le cheval et l'âne (genre Equus) donnent des hybrides stériles : mulet et bardot, ainsi que le canard de Barbarie et les races de canard domestique issues du canard colvert qui produisent le canard mulard.

### Deuxième cercle
On peut élargir la liste avec :
| Espèce                 | Date            | Foyer de domestication |
| ---------------------- | --------------- | ---------------------- |
| Abeille                | 4 000 av. J.-C. | Multiple               |
| Éléphant d'Asie        | 2 000 av. J.-C. | Vallée de l'Indus      |
| Cerf sika              | 1 000 av. J.-C. | Chine                  |
| Paon bleu              | 500 av. J.-C.   | Inde                   |
| Tourterelle domestique | 500 av. J.-C.   | Afrique du Nord        |
| Caille                 | 1 100 - 1 900   | Japon                  |
| Serin des Canaries     | 1 600           | Îles Canaries, Europe  |
| Canard mandarin        | NC              | Chine                  |
| Cygne tuberculé        | 1 000 - 1 500   | Europe                 |

Les deux premières espèces, malgré l'ancienneté de leur élevage, ne sont en général pas détachées comme populations de celles de leurs congénères sauvages, et leur reproduction n'est pas entièrement contrôlée. Les suivants sont des animaux d'agrément et de volière, parfois opposés à ce titre aux animaux domestiques de rente. Le daim est dans ce cas, son élevage relevé en Égypte antique n'a probablement pas été continu jusqu’à nos jours.
Les critères qui font qu'une population est perçue ou non comme domestique ne correspondent pas toujours exactement à des faits biologiques ou techniques objectifs et la frontière entre animaux domestiques et sauvages est souvent floue.

### Nouvelles domestications

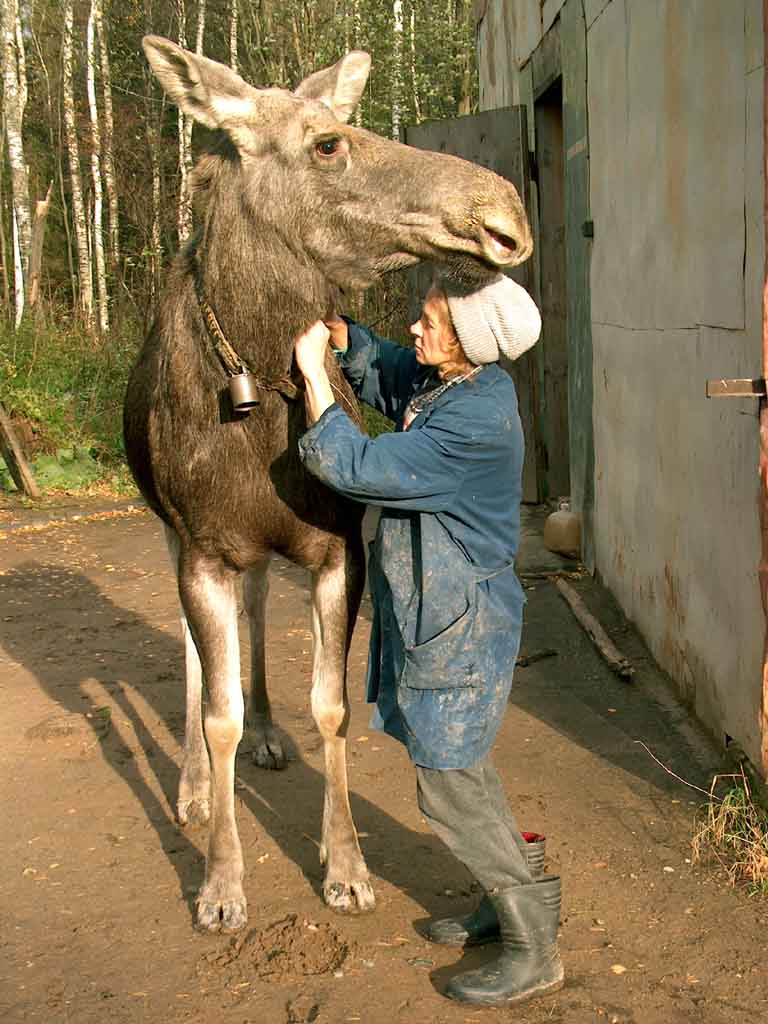
Une trayeuse de la Ferme d'élan de Kostroma en Russie.

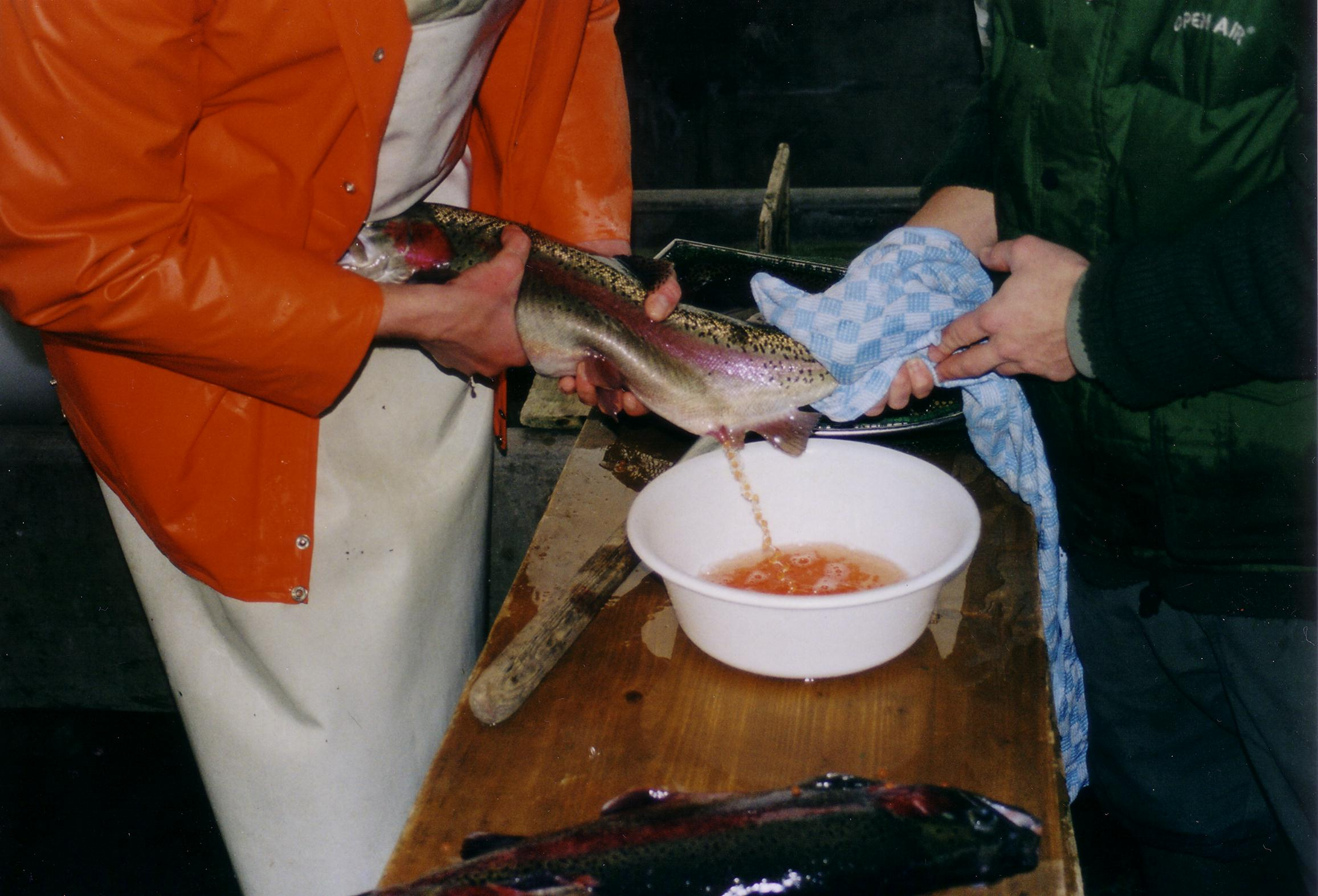
Extraction des œufs d'une truite pour reproduction artificielle.

#### Animaux de rente
- Plusieurs espèces de poissons sont élevées de façon intensive depuis quelques décennies voire quelques années seulement : truite arc-en-ciel, saumon atlantique, bar, daurade royale, turbot, morue[40], sériole, plusieurs espèces de poisson-chat et de tilapia, qui peuvent être considérées comme étant en cours de domestication, puisque le cycle de l'élevage est entièrement maîtrisé, qu'une sélection est appliquée sur ces espèces et qu'elle a déjà permis d'améliorer leurs qualités du point de vue de l'élevage[41].
- Dans le domaine de l'aquaculture, des espèces de crevettes sont également élevées à grande échelle, le cycle d'élevage étant complètement maîtrisé. La crevette à pattes blanches (Penaeus vannamei) et la Crevette géante tigrée (Penaeus monodon) représentent la plus grande part de la production de crevettes d'élevage. L'élevage de grenouilles (raniculture) a également été développé sans arriver pour autant à des productions importantes[42].
- Parmi les rongeurs, il y a quelques espèces dont l'élevage pour la chair s'est établi ces dernières décennies, avec une volonté délibérée de domestication : l'aulacode[43] et le cricétome (ou rat de Gambie) élevés en Afrique de l'Ouest sur un mode similaire à celui du lapin[44], et le capybara (ou cabiai) au Brésil élevé sur un mode semi-extensif.
- Plusieurs grands herbivores sont élevés avec un projet de domestication justifié par le fait qu'étant adaptés à leur milieu, ils permettent de mieux l'exploiter que les espèces domestiques classiques : l'éland du Cap (Taurotragus oryx) en Afrique australe, le bœuf musqué (Amérique et Europe du Nord) et l'élan en Europe du Nord ; l'élevage de cette espèce de cervidé est relevé chroniquement : pour le lait vers le IIe siècle av. J.-C. et au XVIIe siècle pour l'attelage[10].
- L'autruche a été élevée à grande échelle pour les plumes dès la première moitié du XXe siècle. Elle est élevée de nos jours pour la chair et ses autres produits comme le cuir et les œufs.

#### Animaux de compagnie et d'ornement
- Il faut noter, parmi les nouvelles domestications, des animaux de compagnie dont la reproduction est facilement maîtrisée, en particulier parmi les rongeurs et qui satisfont en général au critère de familiarité avec l'homme : souris (Mus musculus), chinchilla, rat (Rattus norvegicus), hamster doré, gerbille de Mongolie et octodon.
- Les oiseaux de volière et d'agrément donnent lieu au développement en élevage de nombreuses variétés. Les services de l'État français en ont établi une liste assez exhaustive parmi environ 70 espèces[45]. Ce sont par exemple plusieurs espèces de perruches parmi lesquelles la perruche ondulée ou encore des passereaux comme le diamant mandarin.
- On peut rapprocher de cette catégorie plusieurs espèces de poissons d'aquariophilie qui font l'objet d'une sélection importante ; par exemple le guppy ou le combattant.

#### Animaux d'étude
Les études et expérimentations ont utilisé fréquemment des animaux de différentes espèces domestiques. Certaines de ces espèces comme la souris et le rat semblent avoir été sélectionnées conjointement comme animaux de compagnie et de laboratoire. Une espèce au moins a été domestiquée à des fins uniquement scientifiques : la drosophile, dont la rapidité du cycle d'élevage, a fait un organisme modèle dans la recherche en génétique. Ces animaux augmentés par les biotechnologies dans les laboratoires sont appelés post-animaux.

### Anciennes domestications
Certaines espèces ont été élevées voire réellement domestiquées, mais ne le sont plus, ayant totalement disparu ou n'existant plus qu'à l'état sauvage. Ces cas sont cependant douteux : le degré de domestication des animaux peut être difficile à déterminer, ainsi Digard relève plusieurs espèces dont l'élevage paraît attesté en Égypte antique (des antilopinés des genres gazella, oryx, addax, ainsi que l'Ouette d'Égypte et la hyène tachetée), quoique leur cas pourrait être qualifié de détention d'espèces sauvages plutôt que de domestication.
D'après Buffon, la sarcelle était élevée pour sa viande par les Romains, tandis que le colvert n'a été domestiqué qu'au cours du Moyen Âge.

ânes ou onagres attelés, étendard d'Ur, XXVIIe siècle av. J.-C.

Pour deux autres cas, c'est l'identification de l'espèce qui n'est pas certaine : l'onagre, Equus hemionus aurait été domestiqué et utilisé notamment attelé dans la civilisation sumérienne (de 5000 à 2 000 ans av. J.-C.). Néanmoins, sur les représentations qui paraissent l'attester il pourrait s'agir plutôt d’Equus asinus ; l'âne domestique originaire d'Afrique. En Europe la tourterelle des bois (streptopelia turtur) aurait été couramment élevée au Moyen Âge comme animal de compagnie. Dans ce cas également, il reste à confirmer qu'il s'agissait bien de cette espèce, qui n'existe de nos jours qu'à l'état sauvage, ou bien de la tourterelle domestique, qui n'est pas originaire d'Europe.
On relève l'utilisation d'éléphants de guerre dès la fin du VIe siècle en Perse sous le règne de Darius Ier qui entreprit une expédition dans la vallée de l'Indus. Ils furent ensuite utilisés à la bataille de Gaugamèles (-331) puis par les troupes carthaginoises durant les Guerres puniques notamment celles d'Hannibal Barca au IIIe siècle avant notre ère, leurs éléphants ayant traversé l'Espagne, les Pyrénées, le sud de la France et les Alpes. Pour ces derniers, il existe trois hypothèses d'identification : celle d'éléphants d'Asie, d'éléphants de forêt d'Afrique vivant dans les forêts d'Afrique du Nord, plus denses qu'actuellement selon Philippe Leveau et Jean-Pascal Jospin et enfin celle d'éléphants d'Afrique du Nord, espèce ou sous-espèce de Loxodonta, ayant supposément existé selon Gilbert Beaubatie bien qu'ils ne soient pas recensés par la taxinomie et qu'aucune étude paléontologique basée sur de potentiels ossements fossiles n'ait fait la preuve de leur existence. Par ailleurs l'éléphant était utilisé dès l'Antiquité lors d’exécutions.

### Espèces non domestiquées
Toutes les espèces élevées ou utilisées par l'être humain n'ont pas subi une évolution vers la domestication. Plusieurs d'entre elles font l'objet d'un élevage établi de rente pour la fourrure ou la peau comme le ragondin, le rat musqué, la martre, le crocodile, ou la chair comme la grenouille, l'écrevisse, l'escargot ou le cerf élaphe. Ces espèces sont rarement considérées comme domestiquées pour autant.
Pour une part d'entre elles, l'élevage durant plusieurs décennies a engendré des modifications qui peuvent être interprétées comme un début de domestication (voir par exemple les expériences de Dimitri Belyaev). C'est le cas des renards et des visons élevés pour leur fourrure, chez lesquels on a vu apparaître de nouveaux coloris au fil des décennies d'élevage. Cependant, ces espèces ont été très peu sélectionnées sur des critères d'apprivoisabilité et d'adaptation aux conditions d'élevage, ce qui pose des problèmes sérieux de stress et comportements pathologiques.
En aquaculture, les espèces de poissons peuvent être élevées sans domestication, soit du fait d'un mode d'élevage extensif laissant peu de prise au contrôle de la reproduction et à la sélection, soit par la limitation de l'élevage au grossissement après capture des juvéniles dans le milieu naturel, ce qui est le cas de l'anguille.
Plusieurs espèces de coquillages marins sont l'objet d'un élevage intensif (voir conchyliculture). C'est le cas en particulier de l'huître et de la moule. Il n'y a en général pas de contrôle de la reproduction mais captage du naissain sauvage, donc une perméabilité entre les populations sauvages et de production, ce qui se rapproche du cas des abeilles. La maîtrise de la reproduction et des premiers stades d'élevage, acquise ces dernières années pour l'huître par exemple, est cependant une forme de domestication de ces espèces.
On recense plusieurs espèces pour lesquelles il existe ou il a existé une tradition de dressage et d'utilisation, souvent pour la chasse, sans qu'un élevage durable et une sélection aient été pratiqués. La loutre et le grand cormoran ont été employés comme auxiliaires de pêche ; les faucons et de nombreuses espèces de rapaces sont dressées à la chasse, la fauconnerie étant une tradition toujours bien vivante. D'autres animaux comme le caracal au Moyen Âge et le guépard, depuis le IIIe millénaire av. J.-C. jusqu’à nos jours, sont employés pour la chasse. Le cas des macaques dressés à la cueillette de noix de coco en Thaïlande ne rend pas la liste exhaustive.
D'autres espèces sont élevées pour l'ornement, en particulier des oiseaux de cage et de volière, des reptiles et amphibiens de terrariophilie et des poissons d'aquariophilie, et ne sont pas les objets d'une sélection durable. Elles restent, biologiquement, légalement ou dans la perception qu'en ont leurs détenteurs, des espèces sauvages détenues ou élevées en captivité.

## Espèces végétales domestiques

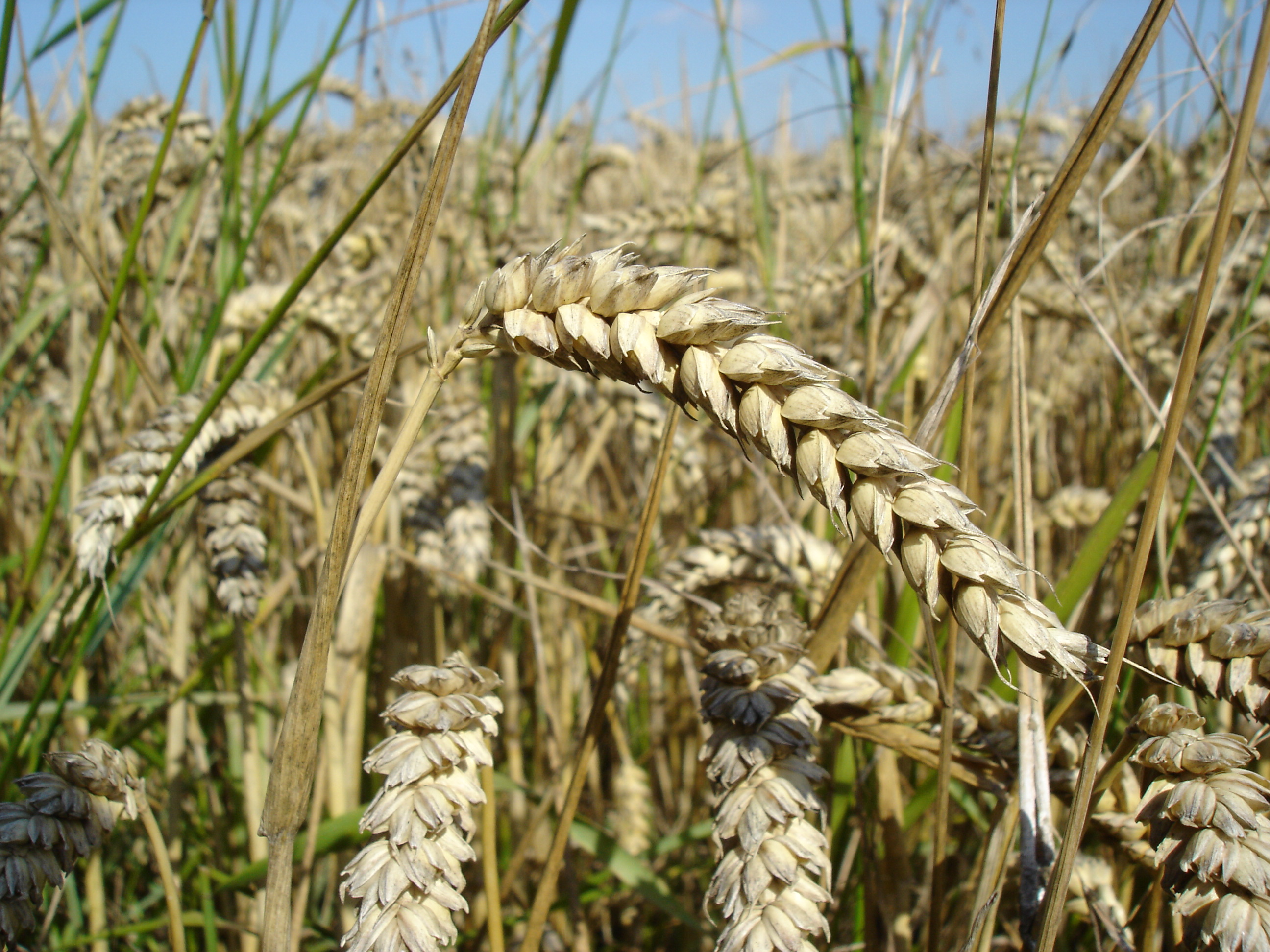
Champ et épi de blé.

La domestication des plantes est probablement plus importante encore que celle des animaux pour l'espèce humaine. Les premières plantes ont été domestiquées autour de 9000 av. J.-C. dans le Croissant fertile au Moyen-Orient. Il s'agissait d'annuelles comme l'orge et bien sûr le blé. Le Moyen-Orient a particulièrement convenu à ces espèces ; le climat aux étés secs favorisant le développement des plantes à semer, et les divers étages d'altitude ont permis le développement d'une grande variété d'espèces. Avec la domestication s'est faite la transition d'une société de chasseur-cueilleurs à une société agricole et sédentaire. Ce changement aura mené par la suite, environ 4000 à 5 000 ans plus tard, aux premières villes et à l'apparition de véritables civilisations. Dans différentes régions du monde, des espèces très variées ont été domestiquées : en Amérique du Nord, la courge, le maïs, et le haricot ont formé le cœur de l’alimentation des amérindiens alors que le riz et le soja étaient les cultures les plus importantes de l’Asie de l'Est.
La domestication autour de la même période a également débuté en Chine avec le riz, au Mexique avec le maïs, en Nouvelle-Guinée avec la canne à sucre et certains légumes-racine, mais aussi dans les Andes avec le piment ou en Équateur avec des légumes de la famille des courges, aubergines et concombres, ce qui remet en cause la théorie de la naissance de l'agriculture uniquement par des nécessités économiques et productives.[pas clair]
La domestication des plantes comme celle des animaux est un processus lent et progressif. Après les plantes annuelles, des pluriannuelles et des arbrisseaux et arbustes ont commencé à être domestiqués, parmi lesquels la vigne, le pommier et l'olivier. Quelques plantes n'ont été domestiquées que récemment comme le noyer du Queensland et le pacanier (noix de pécan). Certaines espèces n'ont pas pu être domestiquées malgré des tentatives modernes ; ainsi le colchique, qui contient une molécule d'intérêt médicinal la colchicine, n'a pu être cultivé car les exploitations expérimentales étaient ravagées par le potyvirus Meadow Saffron Breaking Virus dont la diffusion était grandement facilitée par le regroupement des plantes.
On parle de centres d'origine et de centres de diversité (Nikolai Vavilov décrivait en 1926 dix centres de diversité pour l'ensemble des plantes domestiques, dans Études sur l'origine des plantes cultivées).
Le critère initial de sélection de la domestication d’une céréale est de pouvoir être moissonnée sans que le grain ne se détache de l’épi, tout en conservant son pouvoir germinatif pour servir de semence. Cette difficulté a été résolue progressivement, permettant à la sélection de porter ensuite sur d'autres caractères comme l’adaptation de la plante à son environnement de culture ou sa productivité.
Au cours des millénaires, la sélection a rendu beaucoup d’espèces domestiquées très différentes des plantes d'origine. Les épis de maïs font maintenant plusieurs dizaines de fois la taille de ceux de leurs ancêtres sauvages. L'homme a aussi modifié directement les plantes par le greffage et maintenant le transgénisme.
Le nombre d’espèces végétales cultivées est beaucoup plus important que celui des espèces animales élevées, et il est plus difficile encore dans le règne végétal de dresser la liste des espèces domestiquées. On trouve ici un tableau des 30 espèces les plus cultivées dans le monde.
Voir aussi le Portail:Plantes utiles pour accéder à beaucoup d'autres articles concernant ces plantes.

## Utilisation des animaux domestiques

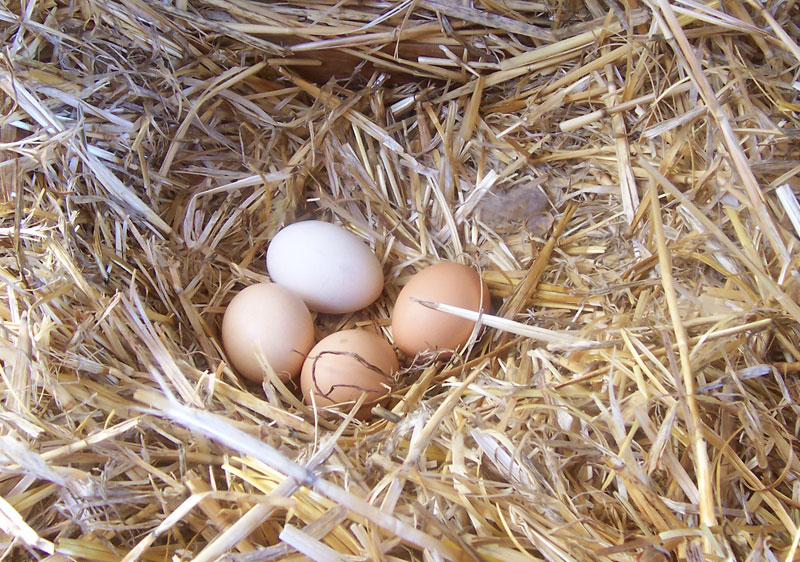
La poule domestique a acquis la capacité de pondre sur une période considérablement allongée par rapport à celle de ses ancêtres sauvages.

Les raisons pour lesquelles on a domestiqué des espèces et pour lesquelles on les élève aujourd’hui sont très diverses. Il faut remarquer aussi qu’elles sont probablement distinctes : les interactions avec une espèce animale qui allaient amener à sa domestication n’avaient pas comme but immédiat ni comme projet d’en exploiter certains caractères qui le seront plus tard. L’exemple caractéristique en est la laine du mouton qui est un produit de la domestication, la toison de l’ancêtre du mouton n’ayant pas ces caractéristiques. L’exploitation de la laine s’est donc développée dans un second temps, le mouton ayant été probablement domestiqué pour sa viande.
Une vision opposée au mouvement de libération animale (en) propose une thèse qui considère que les animaux ont aussi un intérêt à la domestication selon le processus naturel de l'évolution, l'homme les soustrayant aux prédateurs, leurs prodiguant des soins lorsqu'ils sont malades, favorisant leur reproduction.

### Produits
Les animaux domestiques sont élevés pour les produits qu’ils donnent. Ce sont les produits alimentaires : viande, lait, œufs, ou non-alimentaires : laine, fourrure, cuir ainsi que d’autres produits accessoires comme les excréments pour la fertilisation voire comme combustible.
La production alimentaire est à notre époque la principale raison de l’élevage.

### Travail

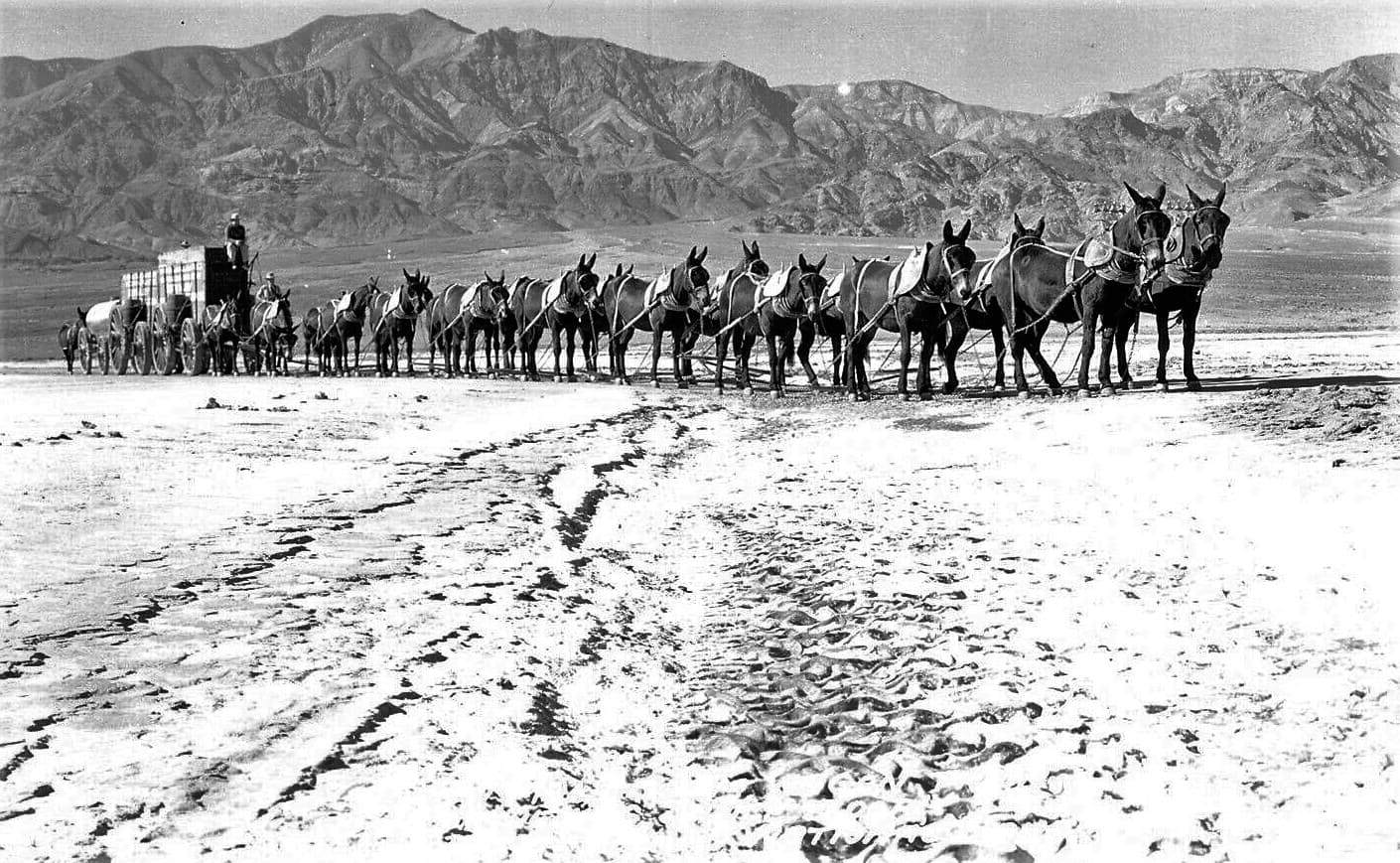
, à l’apogée de l’utilisation de l’énergie animale (Californie, fin XIXe siècle).

Leur fonction est souvent de fournir un travail ou service. C’est en particulier le transport avec les chevaux, ânes, bœufs, chameaux et même le chien. Les animaux ont longtemps été la principale énergie du travail agricole. L’utilisation de la force des animaux pour le transport et l’agriculture s’est développée jusqu’au début du XXe siècle avec le transport sur les canaux, tiré par des chevaux, et les progrès du matériel agricole avant la motorisation. 
La fonction d’auxiliaire de chasse a certainement été le premier métier du chien domestique. Celui-ci effectue des travaux très variés, de la garde, protection, la conduite de troupeau jusqu’aux fonctions modernes de chien d’aveugle. Certaines espèces fournissent un travail ou service particulier, de communication pour le pigeon voyageur ou un mode de chasse particulier pour le furet.

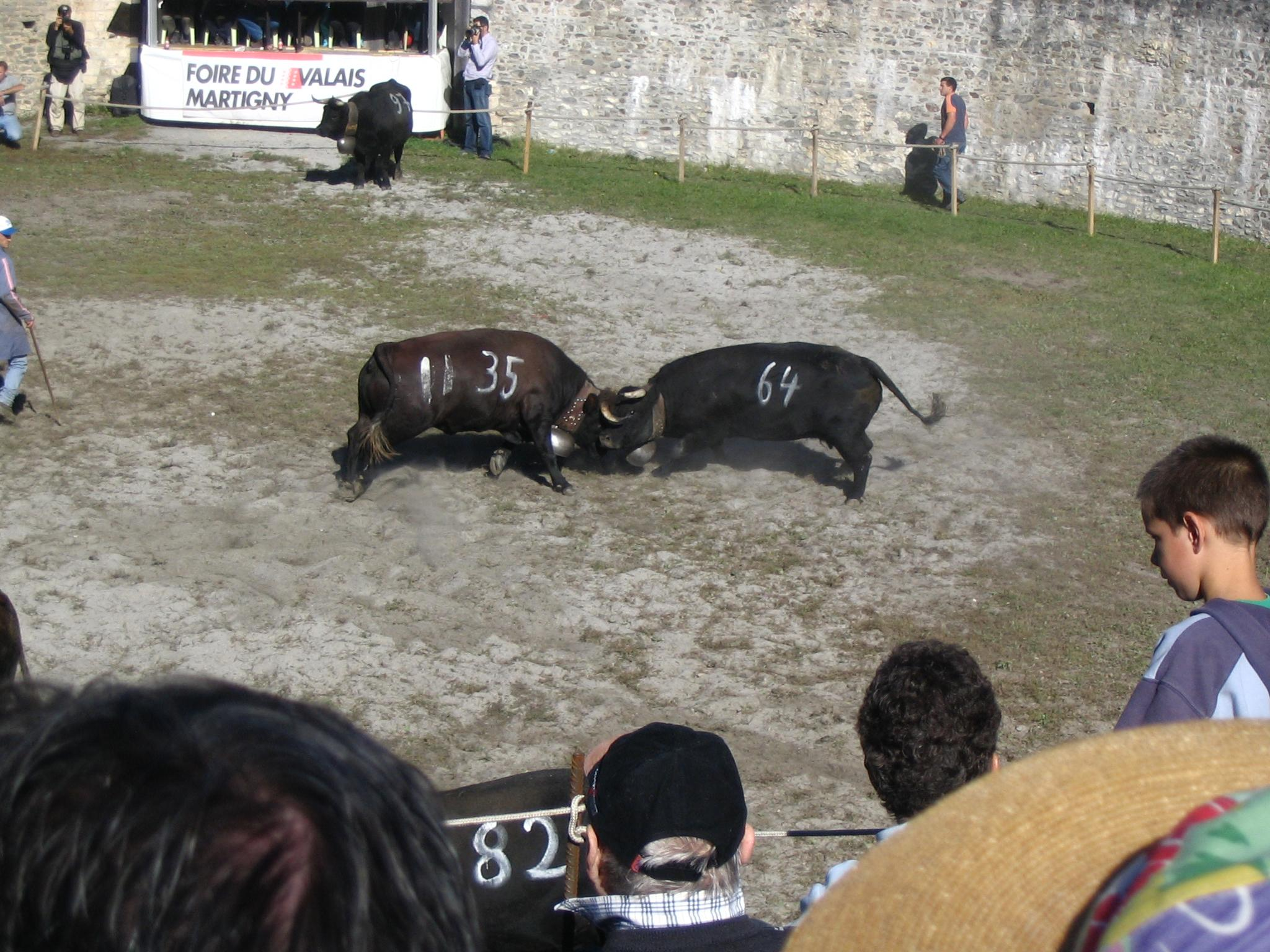
Combat de reines en Suisse.

### Utilisation non utilitaire
La détention et l’élevage d’animaux domestiques sans objectifs strictement utilitaires ne sont pas récents. Les animaux de compagnie sont particulièrement développés de nos jours, ceux d’ornement ont souvent une longue tradition, quoique de nouvelles espèces soient apparues à l’époque moderne, parmi les poissons notamment. Le combat d’animaux est une activité très ancienne et toujours vivace, qui engendre un élevage spécialisé. Les espèces les plus courantes sont les coqs, le poisson combattant, les chiens, les vaches et taureaux, et même un grillon (Acheta domestica) en Chine.
Les animaux peuvent être les supports d’une activité sportive, ce qui est le cas des chevaux depuis l’Antiquité (souvent en association avec la chasse). On note encore d’autres destinations des animaux domestiques comme le spectacle.

## Impacts des domestications
L'agriculture et l'activité humaine liée aux espèces domestiques ont conduit à des modifications majeures de l'environnement, notamment par le déboisement, la dégradation des terres, et d'autres biais comme l'émission actuellement non négligeable de méthane, un gaz à effet de serre du fait de l'élevage abondant de ruminants.
L'agriculture et l'élevage ont permis l'accès à des ressources alimentaires beaucoup plus importantes pour un territoire donné, et par conséquent ont contribué au développement des populations humaines. L’archéologue et généticien Greger Larson explique que « si l’espèce humaine n'avait pas domestiqué les animaux, nous serions probablement aujourd’hui quelques millions sur la planète au maximum ».
La domestication semble avoir induit chez l'espèce humaine elle-même des adaptations comme la faculté à digérer le lait plus élevée dans les populations d'Europe occidentale et d'Afrique par rapport aux populations asiatiques. La promiscuité avec des espèces animales a également favorisé l'apparition de zoonoses, maladies qui se transmettent de l'animal à l'homme, ainsi que des résistances à ces maladies. C'est également auprès des espèces sauvages que la concentration et les transports d'animaux peuvent devenir un facteur important de transmission voire d'évolution de maladies, alors que ces espèces en étaient à l'abri du fait de barrières naturelles à leur transmission.

## Les formes de l’état domestique
La domestication en tant que relation, interaction ou contrôle humain sur une population animale existe sous différentes formes. Lorsqu’il ne s’agit plus de domestication à proprement parler, on peut employer le terme d’action domesticatoire. Si les modes d’élevage pour lesquels le contrôle humain est fort portent souvent sur des espèces anciennement domestiquées, les deux axes que sont le degré biologique de domestication et le mode d’élevage n’évoluent pas conjointement. Ils peuvent être croisés et faire apparaître autant de situations différentes : certains animaux sauvages peuvent être appropriés sur un territoire, faire l’objet d’un élevage, tandis qu’il existe des animaux domestiques sans propriétaire (pigeons des villes). D’autre part, du point de vue culturel, certains types d’interaction entre humains et animaux, quoique similaires, sont perçus de façon différente.

### L’élevage intensif
La forme la plus poussée de domestication correspond à l’élevage intensif, où l’éleveur fournit tout ce qui est nécessaire au développement des animaux, pour maximiser leur production ou permettre leur élevage sur des surfaces réduites. Elle correspond à un contrôle maximum sur les animaux. Si l’élevage intensif est a priori celui où l’éleveur a le contact le plus proche avec ses animaux, ce qui est le cas avec l’élevage laitier par exemple, l’intensification qui accompagne la modernisation tend au contraire à amoindrir l’interaction directe entre éleveur et animal. Ce type d’élevage concerne par ailleurs des espèces anciennement domestiquées comme d’autres qui ne le sont pas ou peu, particulièrement en aquaculture.

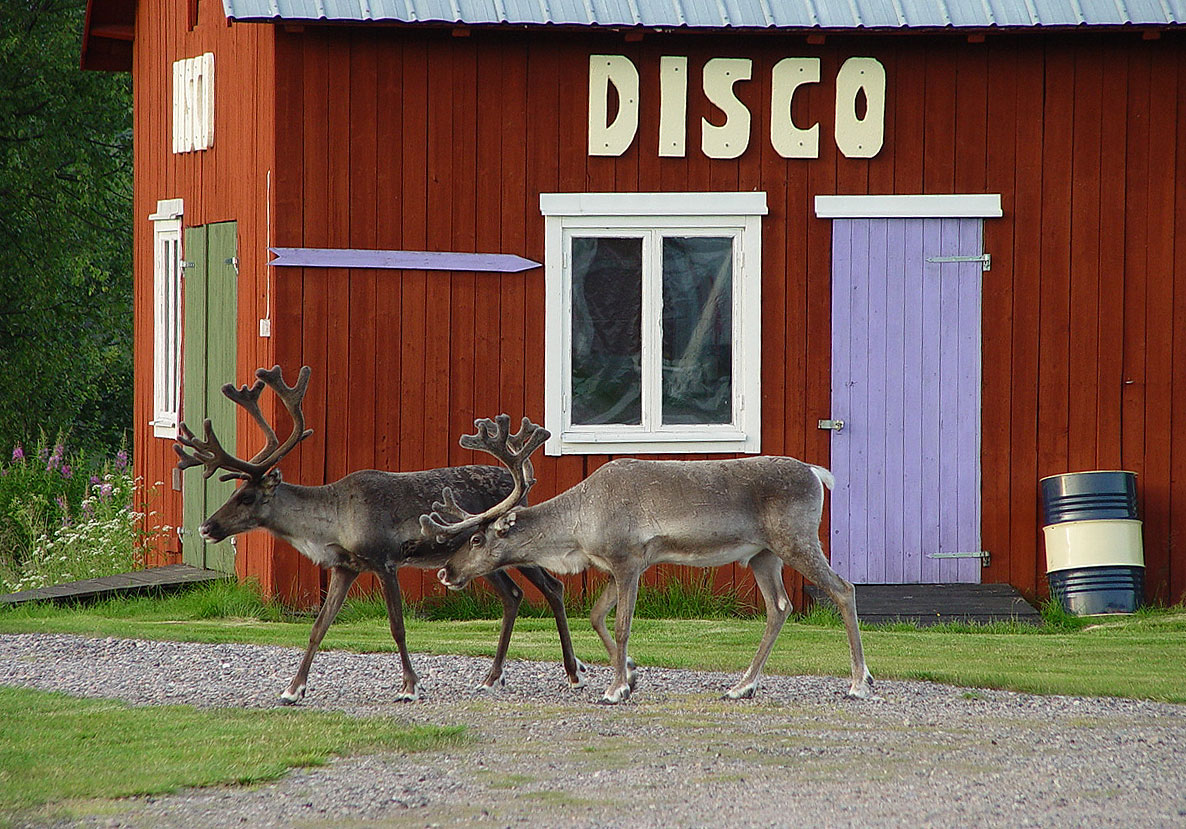
Rennes en Suède.

### L’élevage extensif
La pression domesticatoire peut être considérée comme moindre dans le cas d’élevage extensif, c’est-à-dire s’appuyant sur de plus grandes surfaces pour la même production, ce qui correspond en général à une plus grande autonomie des animaux.
Un élevage de type extensif n’exclut pourtant pas un contact très proche de l’éleveur avec les animaux, notamment dans les systèmes d’élevage traditionnels, non plus qu’une sélection réfléchie et stricte. Celle-ci est cependant souvent moins forte voire inexistante et ces systèmes valorisent en premier lieu l’adaptation des animaux à leur milieu d’élevage.

### Les animaux de compagnie et de loisir

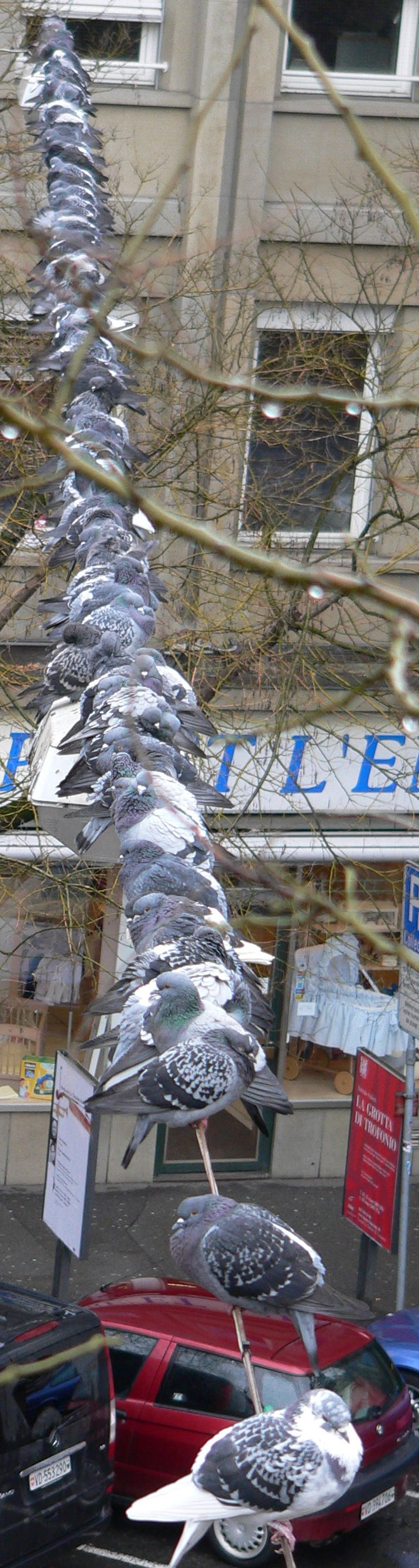
Le pigeon biset, un animal domestiqué, marron et commensal des humains en ville.

L’interaction des animaux de compagnie avec leurs maîtres est bien sûr particulièrement importante et ils peuvent être intégrés à une cellule familiale, ce qui est habituellement le cas du chien. Ils apportent souvent un soutien affectif, psychologique, voire physique en aidant à la mobilité personnelle et au transport.
Les activités pratiquées avec ces animaux relèvent souvent du sport ou des loisirs comme l’équitation ou la chasse. Ces activités exigent un apprentissage tant du côté humain qu’animal ainsi qu’un mode de communication particulière et pouvant être très élaboré.
L’absence de contraintes strictement utilitaires permet l’apparition de variétés et de types d’animaux très divers, chez les animaux d’ornement en particulier.

### Le commensalisme
Le commensalisme est une forme d’interaction entre deux espèces. Plusieurs espèces animales sont commensales de l’homme en ce qu’elles vivent en fonction de son activité, quoique sans être directement contrôlées par lui. L'impact de ces espèces pour les activités humaines va de la nuisance au bénéfice mutuel, en passant par l'absence d'effet sensibles, ce qui correspond au commensalisme au sens strict. Ces relations peuvent être considérées comme des cas limites de la domestication.
Le qualificatif domestique du nom vernaculaire ou scientifique de plusieurs espèces correspond à cette acception, ce qui est le cas notamment de la mouche domestique (Musca domestica), de la souris domestique (Mus musculus) sauvage (sa forme blanche est réellement domestiquée), ou du moineau domestique (Passer domesticus), dont l'homme ne contrôle pas les populations, mais qui se sont adaptés à son voisinage. On emploie la notion de synanthropie pour décrire l'adaptation qui accompagne cette relation à l'espèce humaine, lorsqu'elle a les caractères d'une véritable microévolution.
Le commensalisme concerne également des animaux plus gros, éliminant les déchets voire les charognes jusqu'en ville (vautour fauve, vautour noir en Afrique et en Amérique du Sud, chien paria en Orient) et de nouvelles espèces se sont adaptées aux villes comme la mouette rieuse ou le renard roux, notamment en Angleterre.
Le lien de certaines espèces avec l'être humain peut tendre vers le mutualisme lorsque celles-ci sont non seulement tolérées mais considérées comme utiles en tant que prédateurs d'insectes ou rongeurs nuisibles. Ce sont notamment la cigogne, ou l'hirondelle. Ceux-ci peuvent vivre en véritable association avec un système agricole dans lequel ils ont un rôle et une place, et bénéficier sinon de soin, au moins d'une protection de la part de l'homme. On relève des cas de véritables collaborations entre hommes et animaux libres comme celle des dauphins qui rabattent des bancs de poissons vers les filets de pêcheurs côtiers en Mauritanie par exemple, les hommes comme les dauphins ayant ainsi de meilleures chances de capture. Les dingos australiens, quoique beaucoup plus indépendants des hommes que leurs congénères domestiques, chassaient également en association avec l’homme.
Le caractère obligatoire d'une telle relation n'est pas toujours avéré, néanmoins l'extension de l'aire de répartition d'une espèce commensale de l'homme paraît le plus souvent conditionnée à cette relation et donc aux activités humaines. Ainsi la souris domestique de Saint-Kilda a disparu après l'évacuation des habitants de cet archipel.

### L’élevage d’animaux sauvages
Celui-ci représente un paradoxe dans la dualité sauvage/domestique. Au-delà de la détention et de l’élevage occasionnel d’animaux sauvages par des parcs zoologiques, des aquariums, des chercheurs ou des particuliers, qui peut concerner la plupart des espèces, il existe sous des formes et avec des objectifs variés. L’élevage d’animaux sauvages induit en fonction de son type et des espèces concernées des questions particulières, notamment juridiques au titre de la protection des espèces ou à propos de la propriété des animaux.
L’élevage conservatoire porte sur une espèce en général rare ou disparue à l’état sauvage, pour sa sauvegarde et éventuellement sa réintroduction. Dans ce cas, on redoute la domestication et on tente d’éviter que cet élevage modifie les caractères originels de l’espèce. La réussite de l’élevage en captivité lui-même et plus encore celle de la réintroduction des animaux dans leur milieu naturel, conditionnent l'atteinte des objectifs de l'élevage conservatoire mais, sous cette réserve, la préservation du patrimoine génétique d'une espèce sauvage est apparue tout à fait possible par un élevage même très artificialisé.
On élève des espèces de gibier en conditions artificielles pour produire des animaux sauvages destinés au repeuplement, des produits à chasser directement ou pour la production de viande. Les espèces sont typiquement : le faisan de Colchide ou le sanglier en Europe, et d’autres espèces suivant les régions du monde. Plusieurs espèces sauvages sans lien avec la chasse font également l’objet d’un élevage de production.

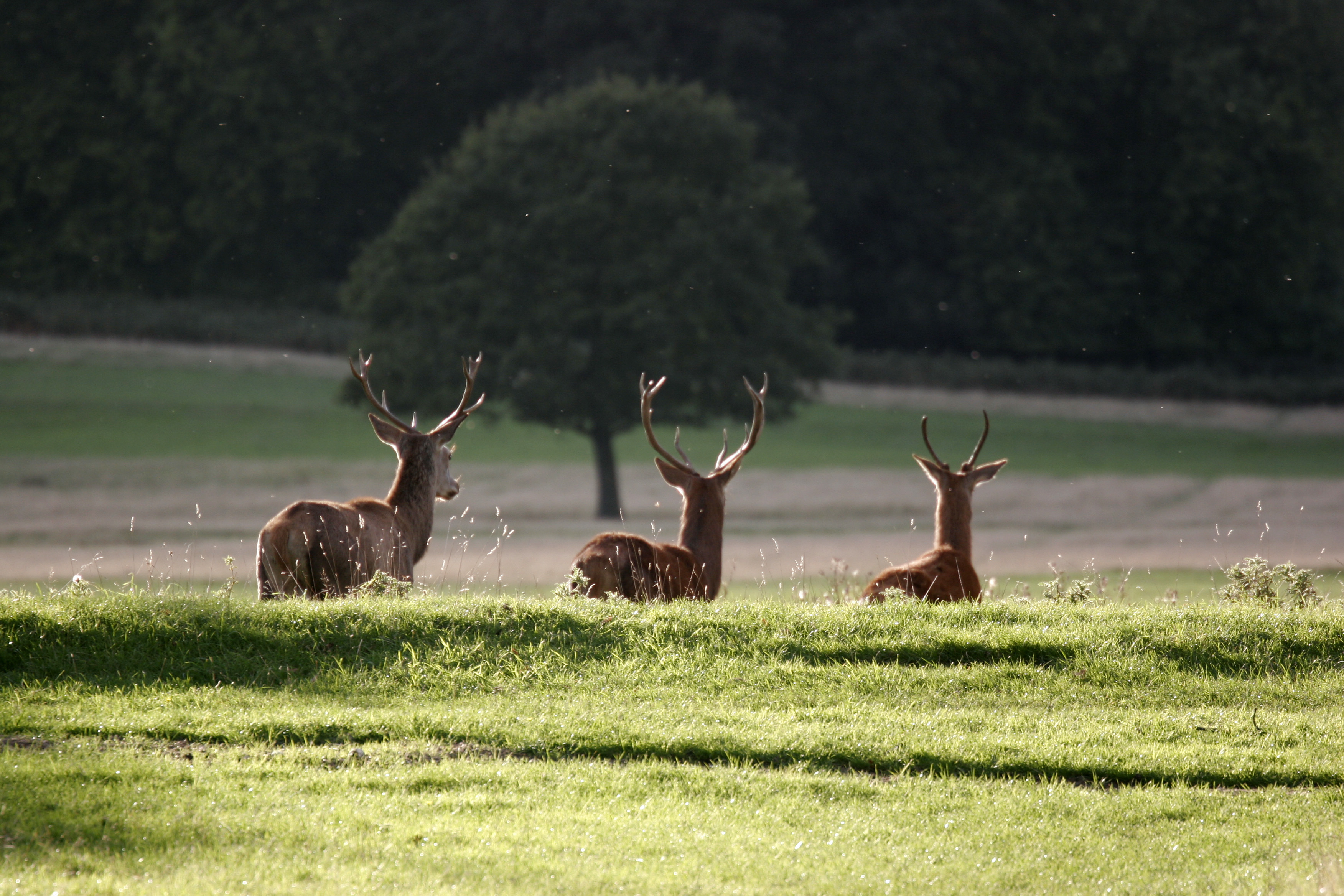
Cerfs dans Richmond Park, à Londres.

On appelle gestion de faune sauvage ou gestion cynégétique l’action coordonnée, de la part ou pour le compte de chasseurs, sur une partie des espèces sauvages d’un territoire. Elle comporte par exemple l’aménagement du territoire pour favoriser une espèce, le nourrissage occasionnel, l’apport de sel, la mise à disposition de cultures destinées au gibier, et surtout le choix réfléchi des prélèvements en nombre et en qualité (âge et sexe des animaux) ainsi que des introductions éventuelles (repeuplement). En tant que telle, on peut la qualifier « d’action domesticatoire », sans que cela présume nécessairement une évolution des espèces de gibier qui en sont l’objet en espèces domestiques.
Lorsque cette action est orientée vers la production, les anglophones emploient le terme de game ranching qui peut être traduit comme élevage extensif, en milieu naturel, d’espèces sauvages ou de gibier. Cela consiste à gérer des populations, typiquement de grands herbivores comme des antilopes, dans leur milieu naturel et dans une optique de production, ou encore de chasse payante. Cette pratique est connue en Afrique australe, mais existe ou a existé sur les autres continents : en Amérique du Sud, la vigogne par exemple a fait et fait d'ailleurs encore l’objet de captures annuelles, où les animaux sont tondus et pour partie abattus. Cette pratique constitue de fait une action humaine de sélection, même si elle ne se fixe pas d'objectifs, sur les populations qui en sont l'objet. En Europe, le lièvre a fait l'objet d'un élevage de ce type.
De la même façon, une gestion de faune aquatique ou gestion halieutique est pratiquée pour le compte des pêcheurs dans les milieux aquatiques.
La gestion halieutique consiste à veiller à l’utilisation durable des ressources aquatiques ainsi qu’à la protection des processus écologiques et de la diversité biologique qui sont essentiels à leur maintien. Elle vise à faire en sorte que ces ressources aquatiques fournissent le maximum d’avantages durables et que la base de la ressource soit maintenue, en mer comme dans les eaux continentales.
Cette gestion de la faune aquatique peut conduire à une action domesticatoire plus ou moins poussée.
Ainsi en France, les espèces élevées en pisciculture d’étang sont peu transformées en dehors de la carpe, et le mode d’élevage correspond à un contrôle humain très faible. Les truites issues d’élevage relâchées en rivières, quoique biologiquement et techniquement plus domestiques, relèvent dans cette situation de la faune sauvage.
Une variante en est le sea ranching ou pacage marin qui consiste à ne contrôler qu’une partie du cycle d’élevage : en général la reproduction ou les premiers stades de développement, puis à relâcher les animaux pour grossissement en pleine mer en vue de leur recapture. Cette technique est appliquée au saumon, à la coquille Saint-Jacques.
L'expérience a également été menée avec les tortues de mer, espèces menacées et prisées pour leur chair ou leurs écailles, dont les premiers stades de développement sont sujets à une forte mortalité en milieu naturel. Les résultats sont mitigés, en raison de problèmes comportementaux observés chez certains sujets lorsqu'ils sont nés au sein d'un élevage puis relâchés au bout d'un certain âge, ou d'effondrements de la population sauvage lorsque la reproduction n'est pas réalisée au sein de l'élevage et que le ramassage continu des œufs dans la nature est trop important. Cet élevage controversé pourrait cependant endiguer partiellement le braconnage des tortues de mer, notamment celui de la tortue imbriquée.
L'exploitation d'une espèce à l'état sauvage, comme c'est le cas des cerfs, plutôt que son élevage plus étroitement contrôlé paraît relever de systèmes voire de choix qui comportent des dimensions techniques, biologiques, mais aussi historiques, sociales et culturelles.

### Le marronnage

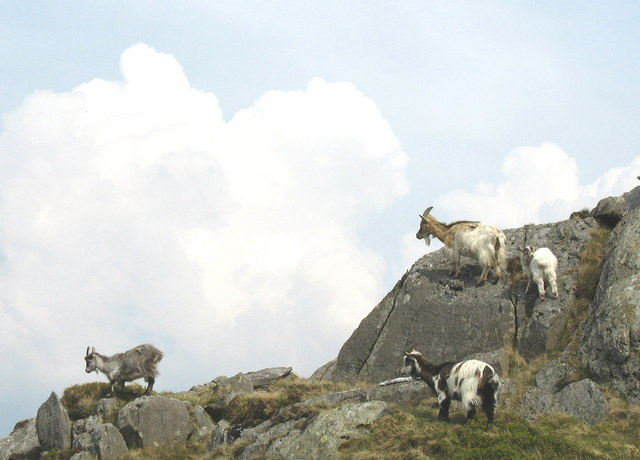
Chèvres marronnes sur l'île de Tryfan.

On observe pour la plupart des espèces domestiques la possibilité de s’affranchir de la tutelle de l’homme, c’est-à-dire de reformer des populations vivant à l’état sauvage. Ce phénomène, appelé marronnage ou féralisation, survient notamment dans des milieux nouveaux pour l'espèce, notamment dans les îles, où celle-là peut se révéler invasive, et provoquer des dégâts écologiques comme la disparition d'espèces locales par prédation ou concurrence. Dans quelques cas, lorsqu'au contraire la forme sauvage de l'espèce est déjà présente, celle-ci peut subir une « pollution génétique » par croisement de ses représentants avec des animaux d'origine domestique.
Le marronnage est probablement un élément de l’histoire de la domestication de plusieurs espèces, celles-ci ayant pu être élevées, puis s’échapper dans un milieu où l’homme les aura introduites, avant d’être à nouveau domestiquées. Cela s’est vu dans la période historique pour les mustangs repris par les Indiens des Plaines.
Le marronnage semble montrer que la domestication d’une espèce n’est pas définitive ni irréversible. Cependant si ces animaux se montrent à nouveau tout à fait adaptés à la vie sauvage, ils gardent en général leurs caractères d’espèces ou de races domestiquées.

## La théorie de l'autodomestication humaine
La théorie de l'autodomestication humaine avance que l'être humain s'est sélectionné génétiquement, la sélection naturelle laissant place à la sélection culturelle.
Louis Bolk avait avancé la théorie de la néoténie ou théorie de la fœtalisation avançant que l'homme est un être juvénile.
Les traits de néoténie (ou foetalisation) humaine s'expliqueraient ici par la domestication de l'homme par lui-même (ses parents, ses proches, la société).
Les expériences sur la domestication de Dmitri Beliaïev sur le renard argenté domestiqué montrent que les animaux domestiqués (domestication par sélection génétique en évitant le contact humain) présentent, outre leur docilité, des traits de néoténie, une hausse de la sérotonine et une baisse de l'adrénaline, une période de reproduction plus longue,. La solidité de ces conclusions sur la morphologie est cependant remise en cause dans la mesure où la souche de renards utilisés par Dmitri Beliaïev provenait d'un élevage pour la fourrure, où certains caractères pourraient avoir été pré-sélectionnés,.
Konrad Lorenz avait avancé l'idée de l'autodomestication humaine et postulé que la pression de sélection de l'homme par l'homme aurait conduit à une forme de dégénérescence de l'espèce humaine dont les plus touchées sont les races occidentales. Emil Kraepelin et Ernst Rüdin avançaient aussi cette idée d'autodomestication qui conduit à une dégénérescence de l'espèce (voir Théorie de la dégénérescence).
Eugen Fischer, considérant que la blondeur et les yeux bleus sont des signes distinctifs de domestication, a proposé ces traits pour définir qui exterminer lors de la période nazie, alors même que les critères de l'aryen parfait étaient la blondeur et les yeux bleus.
Contrairement à l'eugénisme qui se projette dans l'avenir et a pour objectif d'améliorer le génome humain par diverses méthodes, la théorie de l'autodomestication avance que l'être humain est déjà le résultat d'une sélection génétique par lui-même sans en être conscient.
Une théorie avance que les bonobos pourraient aussi s'être autodomestiqués.
U. G. Krishnamurti aborde également la domestication de l'homme par la société via l'éducation, la culture et la religion. Cette domestication l'empêchant de se révéler et de s'éveiller dans ce qu'il appelle l'« état naturel ». Mais cette domestication est selon lui physique et pour s'en libérer le corps physique doit subir une mutation physique. Ce n'est pas une libération par l'esprit, mais une libération physique (chaque cellule stockant la connaissance).

#### Bases de données et dictionnaires
- Ressource relative à la santé :   - Medical Subject Headings
- Ressource relative à la recherche :   - JSTOR
- Notices dans des dictionnaires ou encyclopédies généralistes :   - Britannica
  - Den Store Danske Encyklopædi
  - Gran Enciclopèdia Catalana
  - Larousse
  - Treccani
  - Universalis
- Notices d'autorité :   - BnF (données)
  - IdRef
  - LCCN
  - GND
  - Israël
  - Lettonie